# Dinoszaurusz–madár kapcsolat

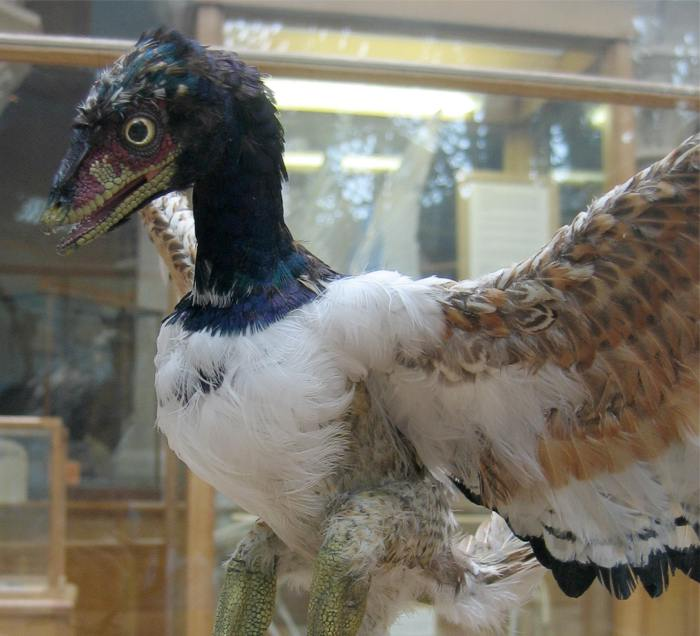
Az Archaeopteryx lithographica modellje az Oxfordi Egyetem Természetrajzi Múzeumában

A madarak eredete sok éven át az evolúcióbiológia vitatémája volt, de a jelenlegi tudományos álláspont szerint a madarak a theropoda dinoszauruszokból fejlődtek ki a mezozoikum idején.
A madarak és a dinoszauruszok közeli rokonságának elmélete először a 19. században vetődött fel, az „elveszett láncszemnek” tekintett Archaeopteryx 1861-es felfedezése (illetve 1855-ös megtalálása) után, az 1960-as években pedig az összehasonlító anatómia és a kladisztikai elemzés igazolta az evolúciós kapcsolatot. Az 1990-es évektől a kínai Liaoning tartományban előkerült tollas dinoszaurusz leletek új fényt vetettek a témára, a szakértők és a nyilvánosság számára egyaránt. A filogenetika szemszögéből a madarak dinoszauruszok.
A madarak és a dinoszauruszok, különösen a dromaeosauridákhoz hasonló fejlett maniraptora theropodák csontváza több száz közös egyedi jellemzővel rendelkezik, melyek alapján a legtöbb elemzés közeli rokonságot állapít meg közöttük. Az emésztőrendszer és a keringési rendszer, illetve az állati viselkedés hasonlóságai, bár jóval nehezebben állapíthatók meg a fosszilis rekord alapján, a tollak közös jelenlétével együtt szintén összekötik a madarakat a dinoszauruszokkal. A Tyrannosaurus rex lágy szöveteinek áttörést jelentő felfedezése, mely lehetővé teszi a kollagénszövetek sejtanatómiai és proteinszekvenálásos összehasonlítását, további bizonyítékot szolgáltatott a dinoszaurusz-madár kapcsolat megerősítésére.
Csak néhány tudós vitatja továbbra is a madarak dinoszauruszoktól való származását, azt állítva, hogy más archosaurus hüllőktől származnak. A dinoszauruszoktól való származást támogatók között is vitatéma maradt a korai madarak theropodák csoportján belüli pontos filogenetikai elhelyezkedése. A madarak repülésének kialakulására, ami különálló, de mégis a témához kapcsolódó kérdés, szintén többféle válasz létezik.

## A kutatások története

### Huxley, azArchaeopteryxés a korai kutatások
A madarak eredete utáni tudományos kutatás rövid idővel azután kezdődött, hogy Charles Darwin 1859-ben megjelentette nagy áttörést hozó A fajok eredete című művét, melyben a természetes kiválasztódáson keresztül zajló evolúció elméletét írja le. 1860-ban, egy fosszilzálódott tollat találtak a németországi Solnhofen késő jura időszaki mészkőrétegében. A tollat Archaeopteryx lithographica néven Christian Erich Hermann von Meyer írta le, egy évvel később, 1863-ban pedig Richard Owen készített leírást egy majdnem teljes csontvázról, felismerve, hogy a lelet egy madár, annak ellenére, hogy számos jellegzetessége, például a karmos mellső lábak és a hosszú, csontos farok alapján a hüllőkre emlékeztet.
A „Darwin buldogja” néven is emlegetett brit biológus, Thomas Henry Huxley, aki az új evolúciós elmélet elszánt támogatója volt, szinte azonnal kijelentette, hogy az Archaeopteryx a hüllők és a madarak közötti átmeneti fosszília. 1868-tól kezdődően Huxley összehasonlításokat végzett az  Archaeopteryx és a különféle őshüllők között, és rájött, hogy a lelet nagy mértékben hasonlít az olyan dinoszauruszokra, mint a Hypsilophodon vagy a Compsognathus. Az 1870-es évek végén felfedezett, ikonná vált „Berlini példány”, amely egy hüllőszerű fogsorral is rendelkező teljes Archaeopteryx egyed, további bizonyítékkal szolgált. Huxley volt az első, aki felvetette a dinoszauruszok és a madarak közötti evolúciós kapcsolatot, azonban szembe került a meglehetősen befolyásos Owennel, aki rendíthetetlen kreacionista maradt. Huxley következtetéseit számos biológus, például Nopcsa Ferenc elfogadta, míg mások, mint Harry Govier Seeley vitatták a konvergens evolúción alapuló hasonlóságot.

### Heilmann és a thecodontia-elmélet
A 20. század elején a dán Gerhard Heilmann írásai fordulóponthoz vezettek. A főként művészettel foglalkozó Heilmann a madarak iránti tudományos érdeklődése kapcsán 1913 és 1916 között számos, a madarak anatómiájára, embriológiájára, viselkedésére, őskori leleteire és evolúciójára vonatkozó kutatási eredményt publikált. Művét, melyet eredetileg dánul írt (és Vor Nuvaerende Viden om Fuglenes Afstamning címmel jelentetett meg), 1926-ban adták ki angol nyelven The Origin of Birds (A madarak eredete) címen. Huxleyhoz hasonlóan Heilmann is elvégezte az Archaeopteryx őshüllőkkel való összehasonlítását, és szintén arra az eredményre jutott, hogy a theropoda dinoszauruszok közé tartozó Compsognathusra hasonlít leginkább. Megjegyezte azonban, hogy a madarak, több kezdetleges hüllőhöz hasonlóan kulcscsontokkal rendelkeztek, melyek a madarak esetében egy villacsonttá forrtak össze, a dinoszauruszok fosszíliái között azonban addig még nem találtak ilyesmit. Mivel hitt az evolúció visszafordíthatatlanságát kimondó Dollo-törvényben, nem tudta elfogadni, hogy a kulcscsont elveszett a dinoszauruszoknál, majd újra kifejlődött a madaraknál. Emiatt kénytelen volt kizárni, hogy a dinoszauruszok a madarak ősei lehettek, és valamennyi hasonlóságukat a konvergens evolúció eredményének tulajdonította. Heilmann kijelentette, hogy a madarak ősei inkább a jóval kezdetlegesebb thecodontia hüllők között keresendők. Heilmann rendkívül alapos megközelítése bebiztosította, hogy a könyve klasszikussá váljon a témában, és így a madarak eredetével kapcsolatos következtetését, több más állítása mellett szinte valamennyi evolúcióbiológus elfogadta az elkövetkező négy évtizedben.
A kulcscsontok aránylag törékenyek, így fennáll a veszélye annak, hogy eltörnek vagy megsemmisülnek, mielőtt a kutatók felismerhetnék azokat. Mindazonáltal a kulcscsontokat még azelőtt megtalálták a theropoda dinoszauruszoknál, mielőtt Heilmann megírta volna a könyvét, de a téves azonosítás miatt a felfedezés elmaradt. (1923-ban, három évvel A madarak eredete megjelenése előtt Roy Chapman Andrews talált egy jó állapotban megőrződött Oviraptor fosszíliát a mongóliai Góbi-sivatagban, azonban Henry Fairfield Osborn, aki 1924-ben elvégezte a lelet elemzését, tévesen köztes kulcscsontként azonosította a tárgyat.) A dinoszauruszok kulcscsontjainak hiánya ortodox nézetté vált annak ellenére, hogy 1936-ban egy kezdetleges theropoda, a Segisaurus esetében megtalálták ezt a testrészt. A következő dinoszaurusz-kulcscsont felfedezésről szóló beszámoló 1983-ból származik, egy, a Hidegháború vége előtt megjelent orosz cikkből.
Ellentétben azzal amit Heilman hitt, az őslénykutatók mára elfogadták, hogy a kulcscsontok és bizonyos esetekben a villacsont szokványos jellemzőnek számítanak nemcsak a theropodáknál, hanem a többi hüllőmedencéjű dinoszaurusznál is. 2007 végére a legbazálisabb Eoraptor és Herrerasaurus kivételével, szinte valamennyi theropodánál rátaláltak a kulcscsontra. A Segisaurus kulcscsontjáról szóló 1936-os beszámolót egy 2005-ös felülvizsgálat során igazolták. Összekapcsolódott, villacsontszerű kulcscsontot találtak a Massospondylusnál, a kora jura időszakban élt prosauropodánál is.

### Ostrom, aDeinonychusés a „dinoszaurusz-reneszánsz”

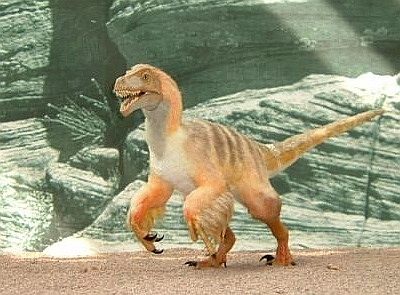
A Deinonychus rekonstrukciója

A thecodontia-elmélet körül akkor kezdtek felcsapni a hullámok, amikor 1964-ben Montana államban egy új theropoda dinoszauruszt fedeztek fel. 1969-ben John Ostrom, a Yale Egyetem kutatója leírást készített a leletről és elnevezte Deinonychusnak. Egy évvel később Ostrom a hollandiai Teyler Museumban egy új leírást készített egy Pterodactylusról, mint az Archaeopteryx egy újabb példányáról. A lelet főként egy szárnyból állt, és Ostrom a leírás elkészítése közben hasonlóságokat vett észre az Archaeopteryx és a Deinonychus csuklója között.

A Deinonychus (balra) és az Archaeopteryx (jobbra) mellső végtagjai közötti hasonlóság vezette rá John Ostromot a dinoszauruszok és madarak közti kapcsolatról szóló elmélet felélesztésére

1972-ben a brit őslénykutató, Alick Walker felvetette, hogy a madarak nem a thecodontiáktól származnak, hanem a krokodilok őseitől, például a Sphenosuchustól. Később azonban (1985-ös cikkében) elfogadta, hogy ez a hipotézis téves lehet. Ostromot a theropodákon és a korai madarakon végzett munkája elvezette oda, hogy válaszként az 1970-es évek közepén egy sor publikációval álljon elő, melyekben feltárta a madarak és a theropoda dinoszauruszok között felfedezett számos hasonlóságot, újraélesztve az elgondolást, amely egy évszázaddal korábban Huxleyban is felmerült. Az, hogy Ostrom ráébredt a madarak dinoszauruszoktól való származására, és új ötletei támadtak a dinoszauruszok metabolizmusával, aktivitási szintjeivel és szülői gondoskodásával kapcsolatban, elindította a dinoszaurusz reneszánsznak nevezett folyamatot, ami az 1970-es évek óta tart.
Ostrom kijelentései egyidőben történtek az 1960-as években Willi Hennig által bevezetett filogenetikus rendszertan (kladisztika) szerepének megnövekedésével. A kladisztika olyan módszer, ami a fajokat szigorúan az evolúciós kapcsolataik alapján rendezi el, az anatómiai jellemzőiken végzett statisztikai elemzés felhasználásával. Az 1980-as években Jacques Gauthier és mások elkezdték alkalmazni a kladisztika módszertanát a dinoszauruszok filogenetikai vizsgálatához, ami kétségtelenné tette, hogy a madarak a theropoda dinoszauruszok egyik fejlett csoportját képezik. A korai elemzések szerint a Deinonychushoz hasonló dromaeosaurida theropodák állnak leginkább közel a madarakhoz, ezt az eredményt pedig azóta számos alkalommal megerősítették.

### Modern kutatás és a kínai tollas dinoszauruszok

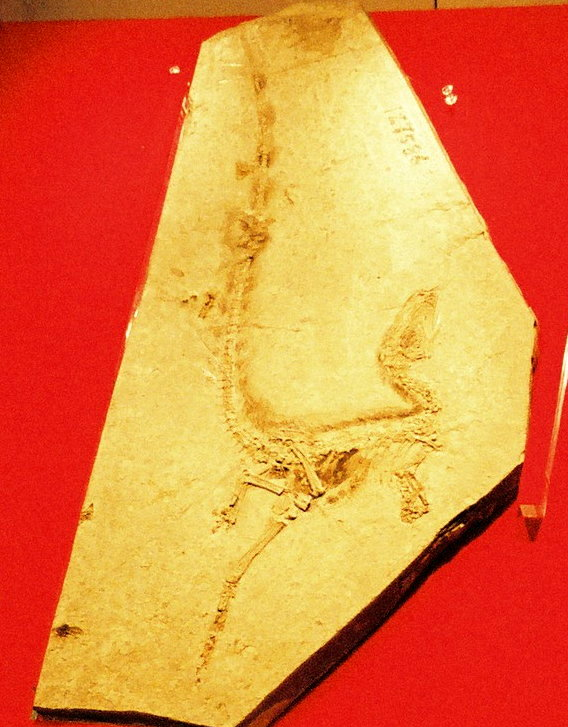
A Sinosauropteryx prima fosszíliája

Az 1990-es évek elején látványos madárfosszíliákat fedeztek fel az északkelet-kínai Liaoning tartomány kora kréta időszaki geológiai formációiban. 1996-ban a kínai őslénykutatók leírást készítettek a Sinosauropteryxről, a Yixian (Jihszien) Formációban talált egyik új madárnemről, ám hamarosan felismerték, hogy az állat valójában egy theropoda dinoszaurusz, amely közeli rokonságban állt a Compsognathussal. Meglepetésre a testét hosszú, rostos képződmények borították. A „prototollaknak” elnevezett függelékekről azt gondolták, hogy homológok a jóval fejlettebb madártollakkal, bár néhány tudós nem értett egyet ezzel a megállapítással. Nem sokkal ezután a kínai és észak-amerikai tudósok leírást készíŧettek a Caudipteryxről és a Protarchaeopteryxről. A csontvázak jellemzői alapján ezek az állatok röpképtelen dinoszauruszok voltak, de a maradványaikon a madarakéra emlékeztető, teljesen kifejlődött tollak láthatók. Az „Archaeoraptorról”, aminek a leírása ellenőrzés nélkül jelent meg a National Geographic egyik 1999-es számában, kiderült, hogy csalás, de a Yixian (Jihszien) Formációból, törvényes és törvénytelen módon továbbra is áradtak a hiteles maradványok. E fosszíliák között számos különféle tollakkal vagy prototollakal rendelkező theropoda és rendkívül madárszerű dinoszaurusz, valamint dinoszauruszszerű kezdetleges madár is volt, melyek szinte teljesen betömték a theropodák és a madarak közti morfológiai lyukat.
Egy apró kisebbség, melybe bele tartozik az ornitológus Alan Feduccia és Larry Martin, továbbra is azt állítja, hogy a madarak más korai archosaurusok, például a Longisquama vagy az Euparkeria leszármazottai. A madarak fejlődésbiológiájához kapcsolódó embriológiai vizsgálatok kérdéseket vetettek fel a madarak és a dinoszauruszok mellső végtagjainak ujj homológiáját illetően. Azonban az összehasonlító anatómia, a filogenetika, valamint a Kínából előkerült megdöbbentő tollas dinoszaurusz fosszíliák meggyőző bizonyítékot szolgáltattak arra az elméletre vonatkozóan, ami szerint a madarak fejlett dinoszauruszok, így a kezdetben Huxley, majd Nopcsa és végül Ostrom által felvetett elképzelés napjainkra majdnem egyhangú támogatottságot ért el az őslénykutatók között.Ezenkívül TAMURA Koji (Tohoku Egyetem) embriológus kiadott egy cikket, amely elmagyarázza ezt a kérdést.

## Törzsfejlődés
Történelmi okokból az Archaeopteryxet avagy Urvogelt tartják az első madárnak. Azonban az újabb felfedezések betömték a lyukat a theropodák és az Archaeopteryx, valamint az Archaeopteryx és a modern madarak között,
a filogenetikus taxonómusok tradicionálisan az Archaeopteryxet használják fel az Aves klád definiálására. Az Avest csak ritkán definiálják olyan koronacsoportként, ami kizárólag a ma élő madarakat tartalmazza. A madarakat szinte valamennyi őslénykutató coelurosaurus theropoda dinoszauruszoknak tekinti. A Coelurosauria klád számos kladisztikai elemzés szerint tartalmazza a Maniraptora csoportot, melybe a therizinoasuroideák, az oviraptorosaurusok, a troodontidák, a dromaeosauridák és a madarak tartoznak. Ezek közül a dromaeosauridákat és a troodontidákat rendszerint Deinonychosauria néven egy kládként kezelik, ami a madarak testvértaxonja (együtt alkotják a csomópont-alapú Eumaniraptora kládot), az ág-alapú Paraves kládon belül.
Más vizsgálatok egyéb törzsfejlődési utakat valószínűsítenek a dinoszauruszok bizonyos csoportjain belül, melyeket rendszerint röpképtelennek tartanak, és amelyekről azt gondolják, hogy röpképes ősöktől származnak. Például egy 2002-es elemzés alapján az oviraptorosaurusok bazális madarak. Az Ázsiából és Amerikából ismertté vált alvarezsauridákat különböző bazális maniraptorákként, paraviákként, az ornithomimosaurusok testvértaxonjaként, továbbá specializálódott korai madarakként osztályozzák. A Rahonavis nemet, amit eredetileg korai madárként írtak le, számos vizsgálat röpképtelen dromaeosauridaként azonosította. A dromaeosauridákat és a troodontidákat szintén inkább az Aves tagjaként tartják számon.

## A madarakat és a dinoszauruszokat összekötő jellemzők
Több mint száz különböző anatómiai jellemző köti össze a madarakat és a theropoda dinoszauruszokat. Néhányuk az alábbiakban került felsorolásra:

### Tollak

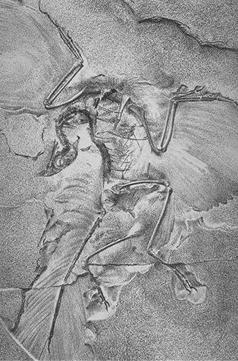
Az 1876-77 táján felfedezett berlini Archaeopteryx

Az 1861-ben felfedezett Archaeopteryx volt az első jó példa a „tollas dinoszauruszokra”. A legelső példányt a Solnhofeni mészkőben, a dél-németországi lagerstättenben (csúcslelőhelyen) találták meg, amely egy ritka és nevezetes geológiai formáció, ahonnan rendkívül részletes fosszíliák kerültek elő. Az Archaeopteryx egy átmeneti fosszília, ami egyértelműen a modern hüllők és a madarak közti átmenetre utaló jellemzőkkel rendelkezik. Mindössze két évvel azután bukkantak rá, hogy Darwin A fajok eredete című műve megjelent, így élénk vitákat váltott ki az evolúcióbiológia támogatói és a kreacionisták között. Ez a korai madár annyira dinoszauruszszerű, hogy a sziklában jól láthatóan megmaradt toll lenyomatok nélkül legalább az egyik példány összetéveszthető lenne a Compsognathussal.
Az 1990-es évektől számos új tollas dinoszaurusz lelet került elő, melyek még meggyőzőbb bizonyítékot szolgáltattak a dinoszauruszok és a madarak közeli kapcsolatát illetően. Legtöbbjüket az északkelet-kínai Liaoning tartományban találták meg, amely a kréta időszakban egy szigetkontinens része volt. Bár a tollak csak a Yixian (Jihszien) Formációként ismert lagerstättenben és még néhány helyen konzerválódtak, nyilvánvaló hogy a világ más részein is élhettek röpképtelen tollas dinoszauruszfajok. A tollas dinoszauruszokra utaló fosszilis bizonyítékok széles körű elterjedését az korlátozhatta, hogy a bőr és a tollak csak ritkán őrződtek meg a fosszilizáció során, ezért hiányoznak a fosszilis rekordból.
Egy újabb keletű fejlemény a felfedezések körüli vitában a dinoszaurusz fosszíliákat körülvevő prototoll lenyomatok jelenléte. A prototollak alapján felvetődött, hogy talán a tyrannosauroideák is tollasak voltak. Vannak azonban, akik azt állítják, hogy a prototollak csupán a dinoszauruszok kültakarója alatti kollagén rostok lebomlásával keletkeztek.

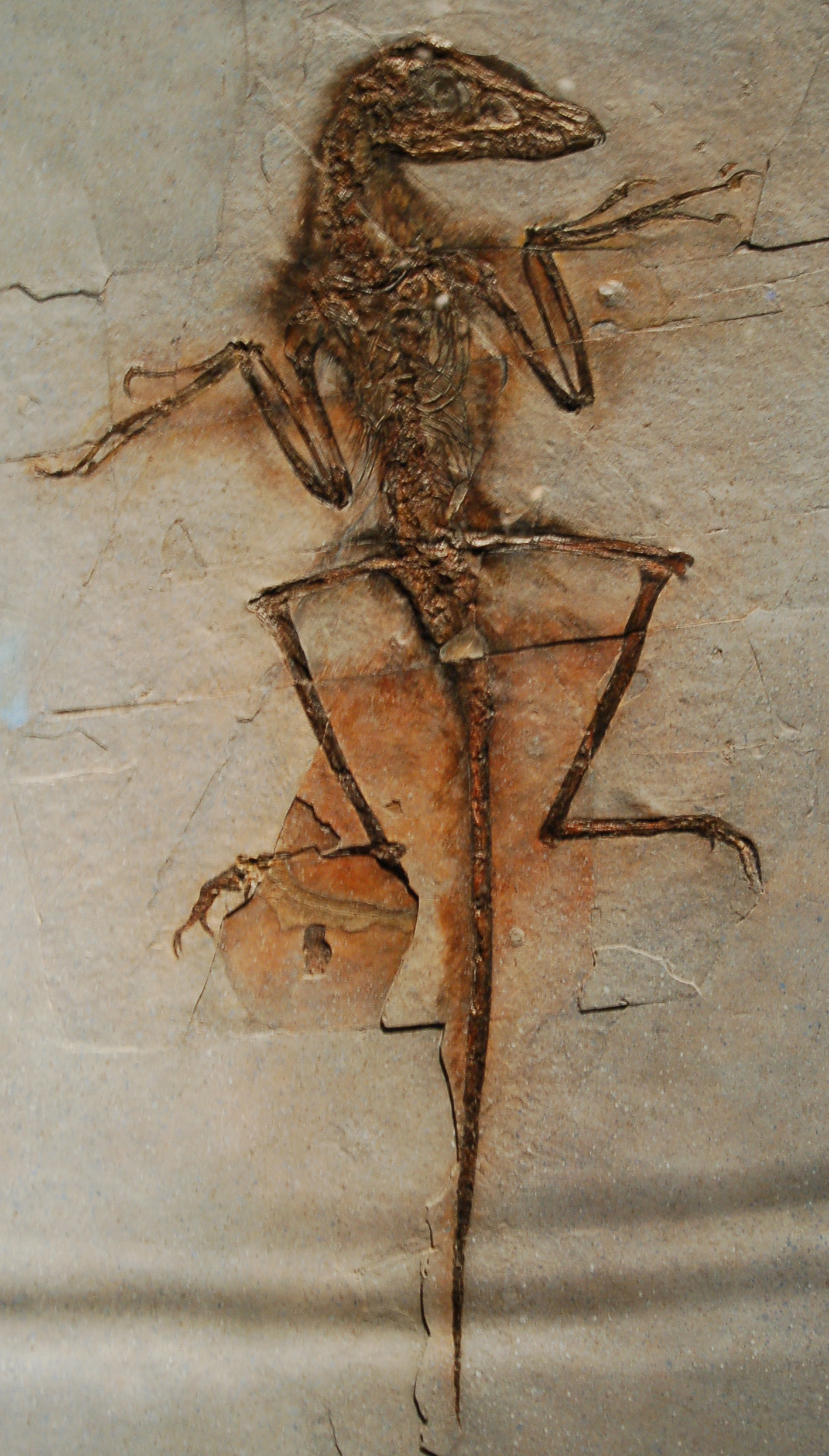
Az NGMC 91 jelű fosszília feltehetően a Sinornithosaurus egyik példánya

A tollas dinoszauruszok közé tartozik a Beipiaosaurus, a Caudipteryx, a Dilong paradoxus, a Microraptor, a Protarchaeopteryx, a Shuvuuia, a Sinornithosaurus, a Sinosauropteryx és a Jinfengopteryx, az olyan dinoszauruszszerű madarakkal együtt, mint a Confuciusornis, amely anatómiailag közel áll a modern madarakhoz. Mindet ugyanazon az észak-kínai területen találták meg. A Dromaeosauridae család már sűrű és fejlett tollazattal rendelkezett, és legalább egyikük, a Cryptovolans képes lehetett a repülésre is. 

### Csontváz
Mivel a tollakat általában a madarak sajátosságának tartják, a tollas dinoszauruszokat a madarak és a dinoszauruszok közötti hiányzó láncszemnek tekintik. Az őslénykutatók számára azonban lényegesebb az a tény, hogy számos hasonló csontszerkezeti jellemvonás található a két csoportnál. Emellett egyre nyilvánvalóbb, hogy a dinoszauruszok és a madarak közötti átmenet, valamint a repülés evolúciója sokkal összetettebb módon ment végbe, mint ahogyan azt korábban feltételezték. Néhány tudós, például Gregory S. Paul úgy gondolja, hogy miközben a madarak kifejlődtek a dinoszauruszokból, egyes dinoszauruszok, például a dromaeosauridák a madarakból fejlődtek ki, megőrizve a tollaikat, de elveszítve a repülési képességüket, ahogyan a mai struccok és más futómadarak.
A madarak és a dinoszauruszok csontvázainak összehasonlítása, valamint a kladisztikai elemzés megerősíti a kapcsolat valószínűségét, különösen a theropoda dinoszauruszok Maniraptora ága esetében. Hasonlóságok fedezhetők fel például a nyak, a szeméremcsont, a csukló (a félhold alakú kéztőcsont), a kar, a vállöv, a lapocka, a kulcscsont és a szegycsont vizsgálata során.

### Tüdők
Az Ohio-i Egyetemen Patrick O'Connor által vezetett kutatás bebizonyította, hogy a nagy húsevő dinoszauruszoknak olyan légzsák rendszerük volt, mint amilyen mai madaraknak is van. A theropoda dinoszauruszok (két, madárszerű lábon járó húsevők) tüdeje ugyanúgy pumpál levegőt a csontváz üregeibe, mint ahogyan az a madaraknál is történik. „A madarak egyedi jellegzetességeinek őseiknél is létezniük kellett valamilyen formában”, jelentette ki O'Connor.
A Public Library of Science ONE című online folyóirat 2008. szeptember 29-ei számában levő Aerosteon riocoloradensis leírás szolgáltatja a legszilárdabb bizonyítékot arra, hogy a dinoszauruszok madárszerű légzőrendszerrel rendelkeztek. A komputertomográfiás (CT) vizsgálat feltárta, hogy az Aerosteon testüregében légzsákok helyezkedtek el.

### Szív és alvó helyzet
Egy Thescelosaurus mellkasüregének (2000-ben elvégzett) komputertomográfiás (CT) vizsgálata egy négyüregű szív maradványait mutatta ki, amihez hasonlóval napjainkban az emlősök és a madarak is rendelkeznek. A lelet vitákat váltott ki a tudósok között, akik a vizsgálati eredményt anatómiai szempontból hibásnak, illetve egyszerűen fantáziálásnak minősítették. A kérdés hogy a lelet mennyire tükrözi a dinoszauruszok metabolikus arányát és belső anatómiáját vitás lehet, de a tárgy mibenlététől függetlenül tény. hogy az emlősöknek és a madaraknak, a dinoszauruszok legközelebbi ma élő rokonainak négyüregű szíve van (ami jóllehet a krokodiloknál kissé módosult, a vízi életmód hatására), így elképzelhető, hogy a dinoszauruszok is hasonlóval rendelkeztek.
Egy 2004-ben felfedezett troodontida fosszíliáján a madarakra jellemző alvó testhelyzet látható, amelyben az állat hátra fordított fejét az egyik karja alá dugja. Ez a póz a mai madaraknál a fej melegen tartására szolgál. 

### Szaporodásbiológia
Egy 2003-ban felfedezett Tyrannosaurus rex csontváz arra szolgált bizonyítékul, hogy a dinoszauruszok és a madarak közös őssel rendelkeznek, továbbá első ízben tette lehetővé egy dinoszaurusz nemének megállapítását. A tojáshéjképzéshez szükséges kalciumot a nőnemű madarak az úgynevezett medulláris csontban raktározzák, amely a madár lábcsontjainak belsejében, a belső csonthártya és a csontüreg között található speciális csontszövet. A Tyrannosaurus rex hátsó lábcsontjainak hasonló csontszövet-maradványai azt sejtetik, hogy a zsarnokgyík is ilyen szaporodási stratégiát követett, és egyben a megtalált egyed nőnemű volt. A további kutatások a theropodák közé tartozó Allosaurus és az ornithopodák közé tartozó Tenontosaurus maradványai között is megtalálták a medulláris csontot. A tény, hogy az Allosaurus, a Tyrannosaurus és a Tenontosaurus egyazon fejlődési vonalon található, arra utal, hogy a dinoszauruszoknál nagyon korán kifejlődött ez a jellegzetesség. A medulláris csont a kifejletlen példányoknál is megtalálható, ami azt jelzi, hogy a dinoszauruszok nagy méretükhöz képest elég gyorsan elérték az ivarérettséget.

### Költés és utódgondozás

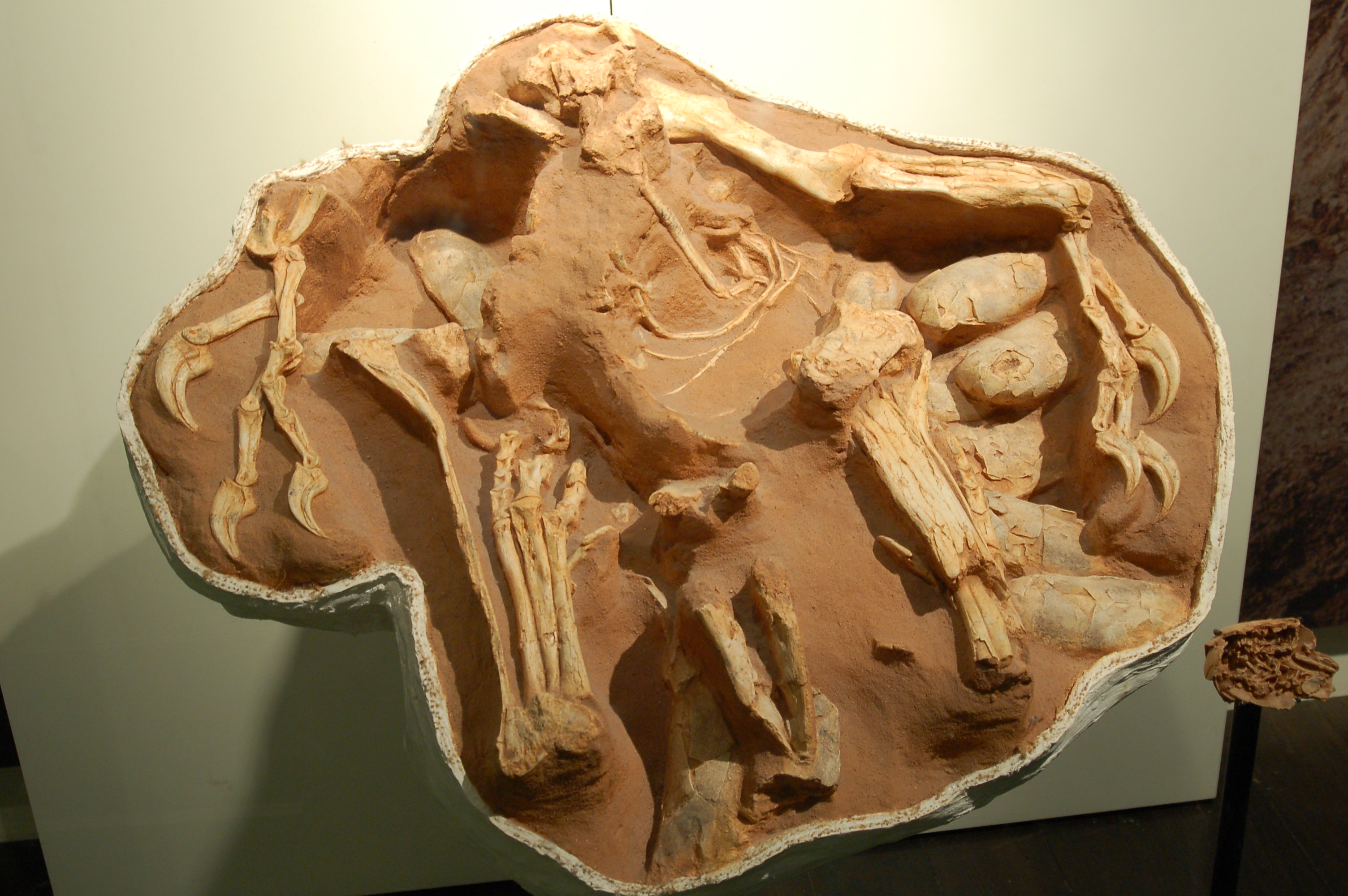
Egy fészkelő Citipati osmolskae példány maradványa, a New York-i Amerikai Természetrajzi Múzeumban (American Museum of Natural History)

Az oviraptoridák közé tartozó Citipatit, amelyet 1993-ban fedeztek fel Mongóliában, tyúkszerű költő pózban találták meg, amiből azt a következtetést vonták le, hogy a tojásait tollaival tartotta melegen. Más leletek is utalnak a szülői gondoskodásra.
Számos dinoszauruszfaj, köztük a Maiasauria maradványait olyan csoportokban találták meg, amelyekben a fiatalabb és idősebb állatok keveredtek, így feltehetően gyakran hatottak egymásra.
Egy fog nélküli embrió alapján azt is feltételezik, hogy a szülők gondozták az utódaikat. Talán ugyanúgy a táplálék felöklendezésével etették őket, ahogyan a mai madarak is teszik. Ez a viselkedés számos madárfajnál megfigyelhető. 

### Zúzókövek
A madarak és a dinoszauruszok közti közeli rokonság újabb nyilvánvaló jele a zúzókövek használata. Az állatok által lenyelt kövek a gyomorba jutva segítik a nehezen emészthető rostos táplálék megőrlését. A fosszíliákhoz tartozó zúzóköveket gasztrolitoknak nevezik.

### Molekuláris bizonyíték és lágy szövet

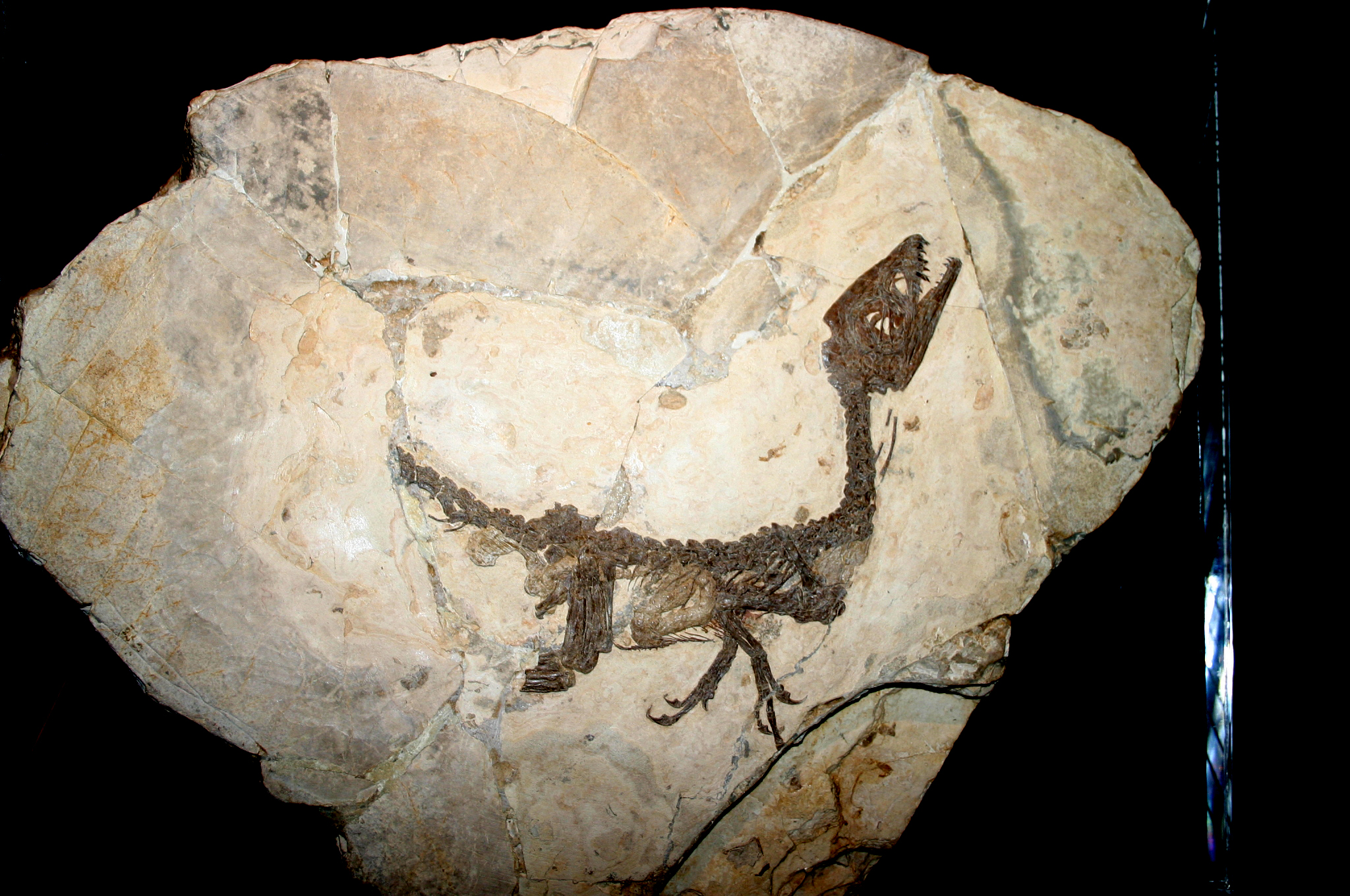
Egy fiatal Scipionyx samniticus fosszíliája, melyen jól láthatók a lágy szövetek nyomai

Az egyik legismertebb lágy szövet lenyomat az olaszországi Petraroia-ból került elő, 1998-ban. A lelet egy nagyon fiatal coelurosaurus, egy Scipionyx samniticus maradványait tartalmazza. Megőrződtek a még kifejletlen dinoszaurusz vékony- és a vastagbelének, májának, izomzatának, valamint légcsövének részletei
A Science 2005. márciusi számában Dr. Mary Higby Schweitzer és társai bejelentették, hogy egy, a montanai Hell Creek Formáció területén felfedezett 68 millió éves Tyrannosaurus rex lábcsontjában rugalmas anyagot találtak, amelyet a tudóscsoportnak sikerült rehidratálnia. Hét kollagén típust nyertek ki a csonttöredékekből, melyeket a ma élő madarak (pontosabban egy csirke) kollagénjeivel összehasonlítva megállapították, hogy a korábbi theropodák és a mai madarak közeli rokonságban állnak egymással.
Mikor néhány héttel később (demineralizációs eljárás segítségével) eltávolították az ásványi anyagot a fosszilizálódott csont velőüregéből, Schweitzer érintetlen állapotban levő belső struktúrákat, véredényeket, csontmátrixot és kötőszövetet (kollagénrostokat) talált. Alapos mikroszkópos vizsgálat után kiderült, hogy a dinoszaurusz lágy szöveteinek vélt anyag még sejt szintű mikrostruktúrákat is tartalmaz. Az anyag pontos összetétele és természete még nem ismeretes, de számos hírforrás a Jurassic Park című filmet felidézve számolt be róla. A lelet értelmezése még tart, és Dr. Schweitzer felfedezésének valódi jelentősége egyelőre nem tisztázott.

## Viták

### A madarak repülésének eredete

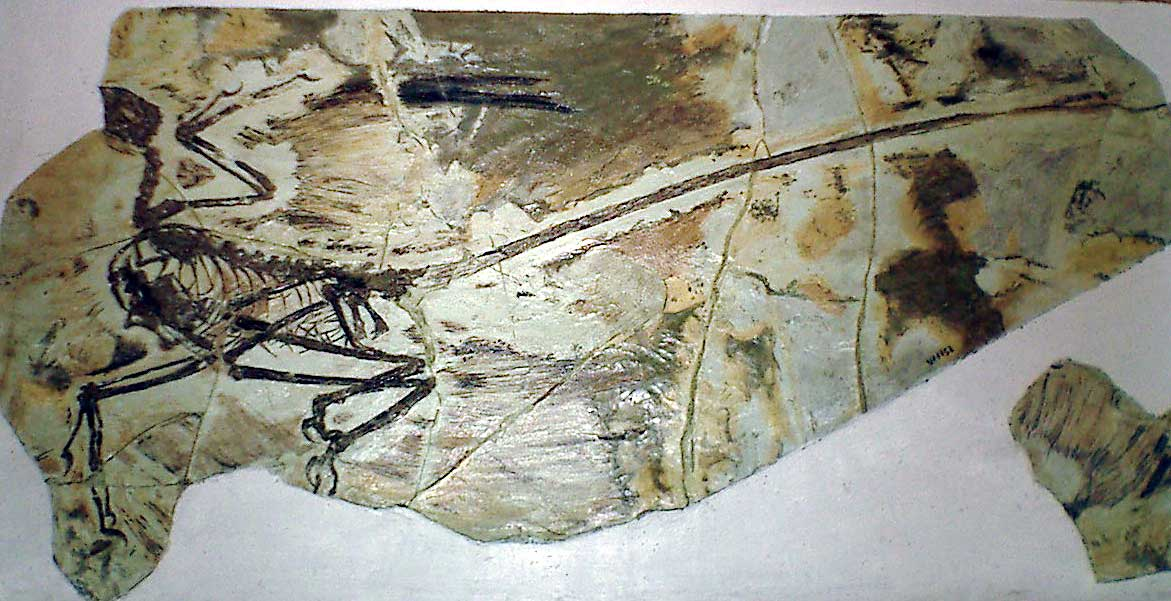
A nevezetes Microraptor, a madarak „unokatestvére”

A madarak repülésének eredetével kapcsolatos viták nagyjából egyidősek a madarak dinoszauruszokból való kifejlődésének elméletével, amely az Archaeopteryx 1861-es felfedezése kapcsán született. Két uralkodó elképzelés létezik a repülést illetően: a futó („földről fel”) elmélet szerint a madarak kis méretű, a talajon gyorsan futó ragadozókból fejlődtek ki; a falakó („fáról le”) elmélet szerint pedig az evezőszárnyú repülés, a fákon élő (és az ágak között ugráló) állatok mozdulatlan szárnyú siklórepüléséből fejlődött ki. Egy újabb keletű elmélet a „szárny által segített emelkedőn való futás” a futó elmélet változata, ami szerint a szárnyak aerodinamikai funkciója a rendkívül meredek lejtőkön felfelé való futás támogatására alakult ki, ami hasznos lehetett a ragadozók elől történő menekülés során.

#### Futó („földről fel”) elmélet

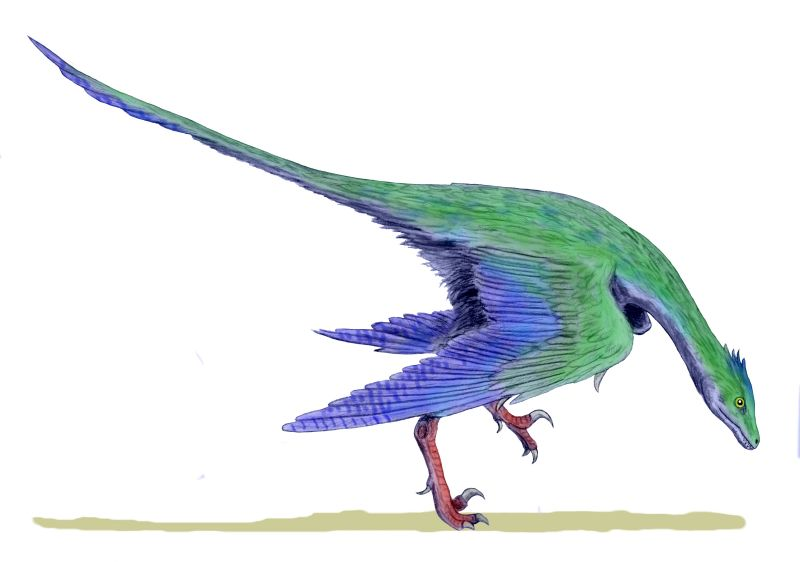
A talajlakó tollas dinoszaurusz, a Rahonavis egyes kutatók szerint a repülésre is alkalmas lehetett

A repülés eredetével kapcsolatos futó elméletet először Samuel Wendell Williston vetette fel, és Nopcsa Ferenc dolgozta ki. A feltételezés szerint egyes gyorsan futó, hosszú farkú állatok a mellső végtagjaikat használták egyensúlyozásra futás közben. Az elmélet modern változata, főleg az azóta tett felfedezések eredményeként számos részletében eltér a Williston-Nopcsa-féle változattól.
Nopcsa feltételezte, hogy a kinyújtott karok felületének növekedése segítette a kis futó ragadozókat az egyensúlyuk megtartásában, és a mellső lábak pikkelyeinek meghosszabbodása a tollak kifejlődéséhez vezetett. A tollak segíthették a rovarok vagy más kisebb zsákmányállatok elejtését, a fejlődés eredményeként pedig az állatok a szárnyaik használatával képessé váltak nagyobb távolságok átugrására. Nopcsa szerint a repülés fejlődésének három nagyobb szakasza volt. Az első a passzív repülés felismerése, mely során a szárny struktúrák ejtőernyőként szolgáltak. A második az aktív repülés időszaka, melyben az állatok a szárnyaikat lengetve repültek. Erre az Archaeopteryxet hozta fel példaként. A végső állapotban a madárrá fejlődött állatok képessé váltak a felszállásra is.
A jelenlegi ismeretek alapján a tollak nem a pikkelyekből fejlődtek ki, mivel más proteinek hozták őket létre. Ennél lényegesebb, hogy Nopcsa elmélete szerint a tollak a repülés kialakulásának részeként fejlődtek ki, de az újabb keletű felfedezések bebizonyították, hogy ez a feltételezés téves.
A tollak nagyon gyakoriak a coelurosaurus dinoszauruszoknál (melyek között megtalálható a tyrannosauroideák korai őse, a Dilong is). A modern madarakat szinte valamennyi őslénykutató coelurosaurusként osztályozza, csak néhány ornitológus nem ért egyet ezzel a felfogással. A „földről fel” elmélet modern változata szerint a madarak ősei kis méretű, tollas, talajon futó ragadozó dinoszauruszok voltak (a gyalogkakukkéhoz eléggé hasonló vadászati módszert követve), melyek a mellső lábaikat használták az áldozataik üldözése közben, miáltal alkalmassá váltak a siklórepülésre, majd az evezőszárnyú repülésre is. A tollak eredeti szerepe a leginkább elfogadott elképzelés szerint a hőszigetelés és a párválasztás közbeni pózolás lehetett, ahogyan a mai madaraknál is.
Számos Archaeopteryx fosszília került elő tengeri üledékből, így azt feltételezik róluk, hogy a szárnyukkal a sisakos baziliszkuszhoz (avagy jézusgyíkhoz) hasonlóan képesek lehettek a víz felett repülni.
A „földről fel” elmélettel szembeni legújabb keletű támadás megkísérli megcáfolni a modern változat azon feltételezését, ami szerint a madarak módosult coelurosaurus dinoszauruszok. A legkomolyabb érv embriológiai elemzésen alapul, amely arra a következtetésre jut, hogy a madarak szárnya a 2-es, 3-as és 4-es ujjakból alakult ki (melyek a mutató, középső és gyűrűs ujjnak felelnek meg az ember esetében; a madarak első ujja képezi a fiók szárnyat (alulát), amit az alacsony sebességű repülés, például a leszállás közbeni átesés megakadályozására használnak), de a coelurosaurusok „kezét” az 1., 2. és 3. ujj alkotja (melyek a hüvely, mutató és középső ujjaknak felelnek meg az ember esetében). Ezek az elemzések azonban embriológiai alapon vitathatók, ugyanis a „kéz”  gyakran más módon fejlődik ki az egyes kládokon belül, melyeknél bizonyos ujjak elvesznek az evolúciós folyamat során, így ez megtörténhetett a madarak mellső végtagja esetében is. Ez a vita összetett és még nem zárult le (lásd „Ujj homológia”).

A supracoracoideus izom egy csigaszerű rendszer segítségével emeli fel a szárnyakat, melyek erőteljes lecsapását a mellizmok biztosítják

#### „Szárny által segített emelkedőn való futás”
Az „emelkedőn való szárnyalás” elmélete a csukárok megfigyelése kapcsán vetődött fel, és eszerint a szárnyak aerodinamikai funkciója a meredek emelkedőkön, illetve fatörzseken felfelé való gyors futás támogatására fejlődött ki, segítséget nyújtva a ragadozók elől történő menekülésnél. Ez az elmélet a „földről fel” speciális változata. Megjegyzendő, hogy ez a forgatókönyv azt is feltételezi, hogy az állatoknak leszorító erőt kell kifejteniük a hatékonyabb kapaszkodás érdekében. A korai madaraknál azonban, az Archaeopteryxet is beleértve, hiányzik az a váll mechanizmus, ami a modern madaraknál gyors és erőteljes felfelé irányuló szárnymozgást tesz lehetővé; a leszorító erő hiányában pedig úgy tűnik, hogy a korai madarak nem voltak képesek az „emelkedőn való szárnyalásra”.

#### Falakó („fáról le”) elmélet
A falakó elmélet szerint a madarak ősei a fákon éltek, ágról ágra ugrálva. Ehhez az életmódhoz előnyt jelent a meghosszabbodott lábközépcsont és a hátrafelé irányuló hallux (nagylábujj) kifejlődése, ami a fákon való kapaszkodást segíti. A mellső és a hátsó végtagok más célra alkalmazkodtak; a mellsők mászásra, a hátsók pedig ugrásra. Ennek következtében a mellső lábak hosszúak maradtak, ahogyan a futó fejlődés eredményeként is. A „szárnyak” felülete növekedett a jobb siklóképesség elérése érdekében, a siklórepülés kialakulása után pedig a szárnyaik csapkodásával az állatok tovább növelték röpképességüket.
A hosszú lábú talajlakó theropodákhoz képest kevés bizonyíték létezik a famászó dinoszauruszokra vonatkozóan – csupán az Epidendrosaurus/Scansoriopteryx és talán a Microraptor tartozhat ebbe a csoportba, bár a legújabb filogenetikai elemzések alapján ezek a nemek közelebb állnak az első madarakhoz[forrás?]. Tény azonban, hogy az erdei üledékek csak ritkán őrződnek meg, ami magyarázatot adhat a leletek hiányára.
Egyes újabb kutatások aláaknázzák a „fáról le” elméletet azt állítva, hogy a legkorábbi madarak és közvetlen őseik nem tudtak fára mászni. A mai falakó madarak sokkal görbébb lábujj karmokkal rendelkeznek, mint a talajon élők; a mezozoikumi madarak és a közeli rokonságukba tartozó röpképtelen theropoda dinoszauruszok lábujj karmai pedig inkább a mai talajlakó madarakéra hasonlítanak.

#### AzArchaeopteryxjelentőségének csökkenése
Az Archaeopteryx volt az első, és hosszú időn át az egyetlen ismert tollas mezozoikumi állat (vagy dinoszaurusz, a többség által elfogadott nézet alapján, ami szerint a madarak módosult dinoszauruszok). Ennek eredményeként az 1990-es évek közepéig a madarak eredetéről és a repülési képességük kialakulásáról szóló viták középpontjában az Archaeopteryx állt. Az is kérdéses volt, hogy vajon az állat képes volt-e a repülésre. Úgy tűnik, hogy az agya felépítése és a belső fülében levő egyensúly szervei, melyeket a repülés során használt, hasonlítanak a mai madarakéhoz. Emellett az Archaeopteryx szárnytollainak elrendezése szintén hasonlóságokat mutat a ma élő madarakéval, ahogyan a szárnyán és a farkán levő aszimmetrikus repülőtollak is. Az Archaeopteryxnél azonban hiányzik a szárnyak gyors, erőteljes felemeléséhez szükséges váll mechanizmus, ami azt jelenti, hogy ez az állat a többi korai madárral együtt nem volt képes szárnycsapásokkal repülni, csak vitorlázásra volt lehetősége.
Ám az 1990-es években kezdődött tollas dinoszaurusz felfedezésekkel az Archaeopteryx megszűnt a madarak repülésének kialakulásáról szóló viták kulcsfigurája lenni. Egyes késő jura és kréta időszakból származó kis méretű tollas coelurosaurusok ugyanis olyan jellemzőkkel rendelkeztek, amik alapján a repülő madarak előfutárai közé sorolták őket. Közéjük tartozott például a talajon futó, és a második lábujján Velociraptorszerű, felemelve tartott sarló alakú lábkarommal rendelkező Rahonavis, melyről az őslénykutatók azt gondolják, hogy jobban alkalmazkodott a repüléshez, mint az Archaeopteryx; az Epidendrosaurus egy erdei dinoszaurusz, ami talán bizonyítékul szolgál a „fáról le” elméletre; valamint a Microraptor, egy másik erdei dinoszaurusz, amely már fejlett repülési képességgel rendelkezhetett, mivel a hátsó lábain levő repülőtollak egy kétfedelű repülőgép alsó szárnyához hasonló felületként szolgáltak. 1915 elején felvetődött, hogy a madarak repülésének evolúciójában talán lehetett egy négyszárnyú (tetrapteryx) időszak is.

### Másodjára röpképtelenné vált dinoszauruszok

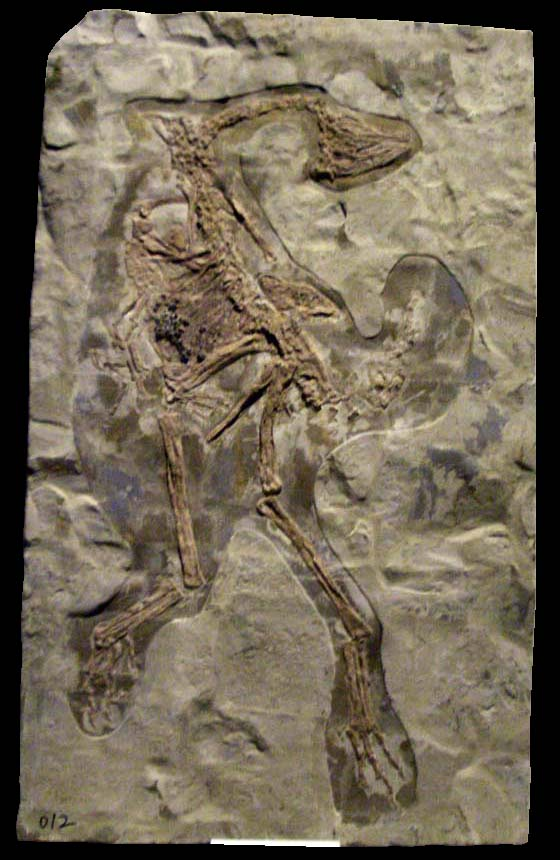
Az oviraptorosaurusok közé tartozó Caudipteryx zoui: Egy röpképtelen madár?

Gregory Paul A világ ragadozó dinoszauruszai (Predatory Dinosaurs of the World, 1988) és A levegő dinoszauruszai (Dinosaurs of the Air, 2002) című könyvében felvázolt elmélete szerint a húsevő dinoszauruszok olyan csoportjai, mint a deinonychosaurusok, de talán az oviraptorosaurusok, a therizinosauroideák, az alvarezsauridák és az ornithomimosaurusok is, olyan ősöktől származnak, amelyek még képesek voltak a repülésre. Ezen álláspont szerint az Archaeopteryx-szerű lények kevésbé álltak közelebb a mai madarakhoz, mint ezek a dinoszauruszok.
Az Archaeopteryx a legújabb kladisztikai elemzés szerint közelebb áll a madarakhoz, mint a deinonychosaurusokhoz vagy az oviraptorosaurusokhoz, ahogy az olyan állatok is, mint a Microraptor vagy a Sinornithosaurus, melyek kétségtelenül közelebb állnak a deinonychosaurusok kládjához, és jobban alkalmazkodtak a repüléshez, mint a későbbi deinonychosaurusok. Az Archaeopteryx jellemzői még elég bazálisak, így elképzelhető, hogy a kora illetve középső kréta időszak idején élt legkorábbi madarak még visszatérhettek egy, a dinoszauruszokéra jobban emlékeztető életmódhoz. A Hesperornis, melynek ősei másodjára váltak röpképtelenné a jura-kréta időszakok határán, felveti annak lehetőségét, hogy a madárcsőr elvesztése kevésbé valószínű, mint a repülés képességének elvesztése, viszont a fogak újabb kifejlődése könnyebben végbemehetett, mint ahogyan az első pillantásra tűnik. Tény, hogy a fogakkal születő modern csirkék úgy tűnik, még hordozzák a fogak kifejlődéséért felelős gént, ami közel 100 millió év elteltével is képes újra felbukkanni a mutáns példányoknál.
|  | Therizinosauroideák |
|  |                     |
|  | Oviraptosauriák     |
|  |                     |

|  | \| \| Confuciusornis (madár) \| \| \| \| \| \| Microraptor (dromaeosaurida) \| \| \| \| |
|  |                                                                                         |
|  | Dromaeosauridák                                                                         |
|  |                                                                                         |
|  | Confuciusornis (madár)                                                                  |
|  |                                                                                         |
|  | Microraptor (dromaeosaurida)                                                            |
|  |                                                                                         |

|  | Confuciusornis (madár)       |
|  |                              |
|  | Microraptor (dromaeosaurida) |
|  |                              |

|  | \| \| Confuciusornis (madár) \| \| \| \| \| \| Microraptor (dromaeosaurida) \| \| \| \| |
|  |                                                                                         |
|  | Dromaeosauridák                                                                         |
|  |                                                                                         |
|  | Confuciusornis (madár)                                                                  |
|  |                                                                                         |
|  | Microraptor (dromaeosaurida)                                                            |
|  |                                                                                         |

|  | Confuciusornis (madár)       |
|  |                              |
|  | Microraptor (dromaeosaurida) |
|  |                              |

|  | \| \| Confuciusornis (madár) \| \| \| \| \| \| Microraptor (dromaeosaurida) \| \| \| \| |
|  |                                                                                         |
|  | Dromaeosauridák                                                                         |
|  |                                                                                         |
|  | Confuciusornis (madár)                                                                  |
|  |                                                                                         |
|  | Microraptor (dromaeosaurida)                                                            |
|  |                                                                                         |

|  | Confuciusornis (madár)       |
|  |                              |
|  | Microraptor (dromaeosaurida) |
|  |                              |

|  | \| \| Confuciusornis (madár) \| \| \| \| \| \| Microraptor (dromaeosaurida) \| \| \| \| |
|  |                                                                                         |
|  | Dromaeosauridák                                                                         |
|  |                                                                                         |
|  | Confuciusornis (madár)                                                                  |
|  |                                                                                         |
|  | Microraptor (dromaeosaurida)                                                            |
|  |                                                                                         |

|  | Confuciusornis (madár)       |
|  |                              |
|  | Microraptor (dromaeosaurida) |
|  |                              |

|  | Therizinosauroideák |
|  |                     |
|  | Oviraptosauriák     |
|  |                     |

|  | \| \| Confuciusornis (madár) \| \| \| \| \| \| Microraptor (dromaeosaurida) \| \| \| \| |
|  |                                                                                         |
|  | Dromaeosauridák                                                                         |
|  |                                                                                         |
|  | Confuciusornis (madár)                                                                  |
|  |                                                                                         |
|  | Microraptor (dromaeosaurida)                                                            |
|  |                                                                                         |

|  | Confuciusornis (madár)       |
|  |                              |
|  | Microraptor (dromaeosaurida) |
|  |                              |

|  | \| \| Confuciusornis (madár) \| \| \| \| \| \| Microraptor (dromaeosaurida) \| \| \| \| |
|  |                                                                                         |
|  | Dromaeosauridák                                                                         |
|  |                                                                                         |
|  | Confuciusornis (madár)                                                                  |
|  |                                                                                         |
|  | Microraptor (dromaeosaurida)                                                            |
|  |                                                                                         |

|  | Confuciusornis (madár)       |
|  |                              |
|  | Microraptor (dromaeosaurida) |
|  |                              |

|  | \| \| Confuciusornis (madár) \| \| \| \| \| \| Microraptor (dromaeosaurida) \| \| \| \| |
|  |                                                                                         |
|  | Dromaeosauridák                                                                         |
|  |                                                                                         |
|  | Confuciusornis (madár)                                                                  |
|  |                                                                                         |
|  | Microraptor (dromaeosaurida)                                                            |
|  |                                                                                         |

|  | Confuciusornis (madár)       |
|  |                              |
|  | Microraptor (dromaeosaurida) |
|  |                              |

|  | \| \| Confuciusornis (madár) \| \| \| \| \| \| Microraptor (dromaeosaurida) \| \| \| \| |
|  |                                                                                         |
|  | Dromaeosauridák                                                                         |
|  |                                                                                         |
|  | Confuciusornis (madár)                                                                  |
|  |                                                                                         |
|  | Microraptor (dromaeosaurida)                                                            |
|  |                                                                                         |

|  | Confuciusornis (madár)       |
|  |                              |
|  | Microraptor (dromaeosaurida) |
|  |                              |

|  | Therizinosauroideák |
|  |                     |
|  | Oviraptosauriák     |
|  |                     |

|  | \| \| Confuciusornis (madár) \| \| \| \| \| \| Microraptor (dromaeosaurida) \| \| \| \| |
|  |                                                                                         |
|  | Dromaeosauridák                                                                         |
|  |                                                                                         |
|  | Confuciusornis (madár)                                                                  |
|  |                                                                                         |
|  | Microraptor (dromaeosaurida)                                                            |
|  |                                                                                         |

|  | Confuciusornis (madár)       |
|  |                              |
|  | Microraptor (dromaeosaurida) |
|  |                              |

|  | \| \| Confuciusornis (madár) \| \| \| \| \| \| Microraptor (dromaeosaurida) \| \| \| \| |
|  |                                                                                         |
|  | Dromaeosauridák                                                                         |
|  |                                                                                         |
|  | Confuciusornis (madár)                                                                  |
|  |                                                                                         |
|  | Microraptor (dromaeosaurida)                                                            |
|  |                                                                                         |

|  | Confuciusornis (madár)       |
|  |                              |
|  | Microraptor (dromaeosaurida) |
|  |                              |

|  | \| \| Confuciusornis (madár) \| \| \| \| \| \| Microraptor (dromaeosaurida) \| \| \| \| |
|  |                                                                                         |
|  | Dromaeosauridák                                                                         |
|  |                                                                                         |
|  | Confuciusornis (madár)                                                                  |
|  |                                                                                         |
|  | Microraptor (dromaeosaurida)                                                            |
|  |                                                                                         |

|  | Confuciusornis (madár)       |
|  |                              |
|  | Microraptor (dromaeosaurida) |
|  |                              |

|  | \| \| Confuciusornis (madár) \| \| \| \| \| \| Microraptor (dromaeosaurida) \| \| \| \| |
|  |                                                                                         |
|  | Dromaeosauridák                                                                         |
|  |                                                                                         |
|  | Confuciusornis (madár)                                                                  |
|  |                                                                                         |
|  | Microraptor (dromaeosaurida)                                                            |
|  |                                                                                         |

|  | Confuciusornis (madár)       |
|  |                              |
|  | Microraptor (dromaeosaurida) |
|  |                              |

|  | Therizinosauroideák |
|  |                     |
|  | Oviraptosauriák     |
|  |                     |

|  | \| \| Confuciusornis (madár) \| \| \| \| \| \| Microraptor (dromaeosaurida) \| \| \| \| |
|  |                                                                                         |
|  | Dromaeosauridák                                                                         |
|  |                                                                                         |
|  | Confuciusornis (madár)                                                                  |
|  |                                                                                         |
|  | Microraptor (dromaeosaurida)                                                            |
|  |                                                                                         |

|  | Confuciusornis (madár)       |
|  |                              |
|  | Microraptor (dromaeosaurida) |
|  |                              |

|  | \| \| Confuciusornis (madár) \| \| \| \| \| \| Microraptor (dromaeosaurida) \| \| \| \| |
|  |                                                                                         |
|  | Dromaeosauridák                                                                         |
|  |                                                                                         |
|  | Confuciusornis (madár)                                                                  |
|  |                                                                                         |
|  | Microraptor (dromaeosaurida)                                                            |
|  |                                                                                         |

|  | Confuciusornis (madár)       |
|  |                              |
|  | Microraptor (dromaeosaurida) |
|  |                              |

|  | \| \| Confuciusornis (madár) \| \| \| \| \| \| Microraptor (dromaeosaurida) \| \| \| \| |
|  |                                                                                         |
|  | Dromaeosauridák                                                                         |
|  |                                                                                         |
|  | Confuciusornis (madár)                                                                  |
|  |                                                                                         |
|  | Microraptor (dromaeosaurida)                                                            |
|  |                                                                                         |

|  | Confuciusornis (madár)       |
|  |                              |
|  | Microraptor (dromaeosaurida) |
|  |                              |

|  | \| \| Confuciusornis (madár) \| \| \| \| \| \| Microraptor (dromaeosaurida) \| \| \| \| |
|  |                                                                                         |
|  | Dromaeosauridák                                                                         |
|  |                                                                                         |
|  | Confuciusornis (madár)                                                                  |
|  |                                                                                         |
|  | Microraptor (dromaeosaurida)                                                            |
|  |                                                                                         |

|  | Confuciusornis (madár)       |
|  |                              |
|  | Microraptor (dromaeosaurida) |
|  |                              |

|  | Therizinosauroideák |
|  |                     |
|  | Oviraptosauriák     |
|  |                     |

|  | \| \| Confuciusornis (madár) \| \| \| \| \| \| Microraptor (dromaeosaurida) \| \| \| \| |
|  |                                                                                         |
|  | Dromaeosauridák                                                                         |
|  |                                                                                         |
|  | Confuciusornis (madár)                                                                  |
|  |                                                                                         |
|  | Microraptor (dromaeosaurida)                                                            |
|  |                                                                                         |

|  | Confuciusornis (madár)       |
|  |                              |
|  | Microraptor (dromaeosaurida) |
|  |                              |

|  | \| \| Confuciusornis (madár) \| \| \| \| \| \| Microraptor (dromaeosaurida) \| \| \| \| |
|  |                                                                                         |
|  | Dromaeosauridák                                                                         |
|  |                                                                                         |
|  | Confuciusornis (madár)                                                                  |
|  |                                                                                         |
|  | Microraptor (dromaeosaurida)                                                            |
|  |                                                                                         |

|  | Confuciusornis (madár)       |
|  |                              |
|  | Microraptor (dromaeosaurida) |
|  |                              |

|  | \| \| Confuciusornis (madár) \| \| \| \| \| \| Microraptor (dromaeosaurida) \| \| \| \| |
|  |                                                                                         |
|  | Dromaeosauridák                                                                         |
|  |                                                                                         |
|  | Confuciusornis (madár)                                                                  |
|  |                                                                                         |
|  | Microraptor (dromaeosaurida)                                                            |
|  |                                                                                         |

|  | Confuciusornis (madár)       |
|  |                              |
|  | Microraptor (dromaeosaurida) |
|  |                              |

|  | \| \| Confuciusornis (madár) \| \| \| \| \| \| Microraptor (dromaeosaurida) \| \| \| \| |
|  |                                                                                         |
|  | Dromaeosauridák                                                                         |
|  |                                                                                         |
|  | Confuciusornis (madár)                                                                  |
|  |                                                                                         |
|  | Microraptor (dromaeosaurida)                                                            |
|  |                                                                                         |

|  | Confuciusornis (madár)       |
|  |                              |
|  | Microraptor (dromaeosaurida) |
|  |                              |

|  | Therizinosauroideák |
|  |                     |
|  | Oviraptosauriák     |
|  |                     |

|  | \| \| Confuciusornis (madár) \| \| \| \| \| \| Microraptor (dromaeosaurida) \| \| \| \| |
|  |                                                                                         |
|  | Dromaeosauridák                                                                         |
|  |                                                                                         |
|  | Confuciusornis (madár)                                                                  |
|  |                                                                                         |
|  | Microraptor (dromaeosaurida)                                                            |
|  |                                                                                         |

|  | Confuciusornis (madár)       |
|  |                              |
|  | Microraptor (dromaeosaurida) |
|  |                              |

|  | \| \| Confuciusornis (madár) \| \| \| \| \| \| Microraptor (dromaeosaurida) \| \| \| \| |
|  |                                                                                         |
|  | Dromaeosauridák                                                                         |
|  |                                                                                         |
|  | Confuciusornis (madár)                                                                  |
|  |                                                                                         |
|  | Microraptor (dromaeosaurida)                                                            |
|  |                                                                                         |

|  | Confuciusornis (madár)       |
|  |                              |
|  | Microraptor (dromaeosaurida) |
|  |                              |

|  | \| \| Confuciusornis (madár) \| \| \| \| \| \| Microraptor (dromaeosaurida) \| \| \| \| |
|  |                                                                                         |
|  | Dromaeosauridák                                                                         |
|  |                                                                                         |
|  | Confuciusornis (madár)                                                                  |
|  |                                                                                         |
|  | Microraptor (dromaeosaurida)                                                            |
|  |                                                                                         |

|  | Confuciusornis (madár)       |
|  |                              |
|  | Microraptor (dromaeosaurida) |
|  |                              |

|  | \| \| Confuciusornis (madár) \| \| \| \| \| \| Microraptor (dromaeosaurida) \| \| \| \| |
|  |                                                                                         |
|  | Dromaeosauridák                                                                         |
|  |                                                                                         |
|  | Confuciusornis (madár)                                                                  |
|  |                                                                                         |
|  | Microraptor (dromaeosaurida)                                                            |
|  |                                                                                         |

|  | Confuciusornis (madár)       |
|  |                              |
|  | Microraptor (dromaeosaurida) |
|  |                              |

|  | Therizinosauroideák |
|  |                     |
|  | Oviraptosauriák     |
|  |                     |

|  | \| \| Confuciusornis (madár) \| \| \| \| \| \| Microraptor (dromaeosaurida) \| \| \| \| |
|  |                                                                                         |
|  | Dromaeosauridák                                                                         |
|  |                                                                                         |
|  | Confuciusornis (madár)                                                                  |
|  |                                                                                         |
|  | Microraptor (dromaeosaurida)                                                            |
|  |                                                                                         |

|  | Confuciusornis (madár)       |
|  |                              |
|  | Microraptor (dromaeosaurida) |
|  |                              |

|  | \| \| Confuciusornis (madár) \| \| \| \| \| \| Microraptor (dromaeosaurida) \| \| \| \| |
|  |                                                                                         |
|  | Dromaeosauridák                                                                         |
|  |                                                                                         |
|  | Confuciusornis (madár)                                                                  |
|  |                                                                                         |
|  | Microraptor (dromaeosaurida)                                                            |
|  |                                                                                         |

|  | Confuciusornis (madár)       |
|  |                              |
|  | Microraptor (dromaeosaurida) |
|  |                              |

|  | \| \| Confuciusornis (madár) \| \| \| \| \| \| Microraptor (dromaeosaurida) \| \| \| \| |
|  |                                                                                         |
|  | Dromaeosauridák                                                                         |
|  |                                                                                         |
|  | Confuciusornis (madár)                                                                  |
|  |                                                                                         |
|  | Microraptor (dromaeosaurida)                                                            |
|  |                                                                                         |

|  | Confuciusornis (madár)       |
|  |                              |
|  | Microraptor (dromaeosaurida) |
|  |                              |

|  | \| \| Confuciusornis (madár) \| \| \| \| \| \| Microraptor (dromaeosaurida) \| \| \| \| |
|  |                                                                                         |
|  | Dromaeosauridák                                                                         |
|  |                                                                                         |
|  | Confuciusornis (madár)                                                                  |
|  |                                                                                         |
|  | Microraptor (dromaeosaurida)                                                            |
|  |                                                                                         |

|  | Confuciusornis (madár)       |
|  |                              |
|  | Microraptor (dromaeosaurida) |
|  |                              |

|  | Therizinosauroideák |
|  |                     |
|  | Oviraptosauriák     |
|  |                     |

|  | \| \| Confuciusornis (madár) \| \| \| \| \| \| Microraptor (dromaeosaurida) \| \| \| \| |
|  |                                                                                         |
|  | Dromaeosauridák                                                                         |
|  |                                                                                         |
|  | Confuciusornis (madár)                                                                  |
|  |                                                                                         |
|  | Microraptor (dromaeosaurida)                                                            |
|  |                                                                                         |

|  | Confuciusornis (madár)       |
|  |                              |
|  | Microraptor (dromaeosaurida) |
|  |                              |

|  | \| \| Confuciusornis (madár) \| \| \| \| \| \| Microraptor (dromaeosaurida) \| \| \| \| |
|  |                                                                                         |
|  | Dromaeosauridák                                                                         |
|  |                                                                                         |
|  | Confuciusornis (madár)                                                                  |
|  |                                                                                         |
|  | Microraptor (dromaeosaurida)                                                            |
|  |                                                                                         |

|  | Confuciusornis (madár)       |
|  |                              |
|  | Microraptor (dromaeosaurida) |
|  |                              |

|  | \| \| Confuciusornis (madár) \| \| \| \| \| \| Microraptor (dromaeosaurida) \| \| \| \| |
|  |                                                                                         |
|  | Dromaeosauridák                                                                         |
|  |                                                                                         |
|  | Confuciusornis (madár)                                                                  |
|  |                                                                                         |
|  | Microraptor (dromaeosaurida)                                                            |
|  |                                                                                         |

|  | Confuciusornis (madár)       |
|  |                              |
|  | Microraptor (dromaeosaurida) |
|  |                              |

|  | \| \| Confuciusornis (madár) \| \| \| \| \| \| Microraptor (dromaeosaurida) \| \| \| \| |
|  |                                                                                         |
|  | Dromaeosauridák                                                                         |
|  |                                                                                         |
|  | Confuciusornis (madár)                                                                  |
|  |                                                                                         |
|  | Microraptor (dromaeosaurida)                                                            |
|  |                                                                                         |

|  | Confuciusornis (madár)       |
|  |                              |
|  | Microraptor (dromaeosaurida) |
|  |                              |

|  | Therizinosauroideák |
|  |                     |
|  | Oviraptosauriák     |
|  |                     |

|  | \| \| Confuciusornis (madár) \| \| \| \| \| \| Microraptor (dromaeosaurida) \| \| \| \| |
|  |                                                                                         |
|  | Dromaeosauridák                                                                         |
|  |                                                                                         |
|  | Confuciusornis (madár)                                                                  |
|  |                                                                                         |
|  | Microraptor (dromaeosaurida)                                                            |
|  |                                                                                         |

|  | Confuciusornis (madár)       |
|  |                              |
|  | Microraptor (dromaeosaurida) |
|  |                              |

|  | \| \| Confuciusornis (madár) \| \| \| \| \| \| Microraptor (dromaeosaurida) \| \| \| \| |
|  |                                                                                         |
|  | Dromaeosauridák                                                                         |
|  |                                                                                         |
|  | Confuciusornis (madár)                                                                  |
|  |                                                                                         |
|  | Microraptor (dromaeosaurida)                                                            |
|  |                                                                                         |

|  | Confuciusornis (madár)       |
|  |                              |
|  | Microraptor (dromaeosaurida) |
|  |                              |

|  | \| \| Confuciusornis (madár) \| \| \| \| \| \| Microraptor (dromaeosaurida) \| \| \| \| |
|  |                                                                                         |
|  | Dromaeosauridák                                                                         |
|  |                                                                                         |
|  | Confuciusornis (madár)                                                                  |
|  |                                                                                         |
|  | Microraptor (dromaeosaurida)                                                            |
|  |                                                                                         |

|  | Confuciusornis (madár)       |
|  |                              |
|  | Microraptor (dromaeosaurida) |
|  |                              |

|  | \| \| Confuciusornis (madár) \| \| \| \| \| \| Microraptor (dromaeosaurida) \| \| \| \| |
|  |                                                                                         |
|  | Dromaeosauridák                                                                         |
|  |                                                                                         |
|  | Confuciusornis (madár)                                                                  |
|  |                                                                                         |
|  | Microraptor (dromaeosaurida)                                                            |
|  |                                                                                         |

|  | Confuciusornis (madár)       |
|  |                              |
|  | Microraptor (dromaeosaurida) |
|  |                              |

|  | Therizinosauroideák |
|  |                     |
|  | Oviraptosauriák     |
|  |                     |

|  | \| \| Confuciusornis (madár) \| \| \| \| \| \| Microraptor (dromaeosaurida) \| \| \| \| |
|  |                                                                                         |
|  | Dromaeosauridák                                                                         |
|  |                                                                                         |
|  | Confuciusornis (madár)                                                                  |
|  |                                                                                         |
|  | Microraptor (dromaeosaurida)                                                            |
|  |                                                                                         |

|  | Confuciusornis (madár)       |
|  |                              |
|  | Microraptor (dromaeosaurida) |
|  |                              |

|  | \| \| Confuciusornis (madár) \| \| \| \| \| \| Microraptor (dromaeosaurida) \| \| \| \| |
|  |                                                                                         |
|  | Dromaeosauridák                                                                         |
|  |                                                                                         |
|  | Confuciusornis (madár)                                                                  |
|  |                                                                                         |
|  | Microraptor (dromaeosaurida)                                                            |
|  |                                                                                         |

|  | Confuciusornis (madár)       |
|  |                              |
|  | Microraptor (dromaeosaurida) |
|  |                              |

|  | \| \| Confuciusornis (madár) \| \| \| \| \| \| Microraptor (dromaeosaurida) \| \| \| \| |
|  |                                                                                         |
|  | Dromaeosauridák                                                                         |
|  |                                                                                         |
|  | Confuciusornis (madár)                                                                  |
|  |                                                                                         |
|  | Microraptor (dromaeosaurida)                                                            |
|  |                                                                                         |

|  | Confuciusornis (madár)       |
|  |                              |
|  | Microraptor (dromaeosaurida) |
|  |                              |

|  | \| \| Confuciusornis (madár) \| \| \| \| \| \| Microraptor (dromaeosaurida) \| \| \| \| |
|  |                                                                                         |
|  | Dromaeosauridák                                                                         |
|  |                                                                                         |
|  | Confuciusornis (madár)                                                                  |
|  |                                                                                         |
|  | Microraptor (dromaeosaurida)                                                            |
|  |                                                                                         |

|  | Confuciusornis (madár)       |
|  |                              |
|  | Microraptor (dromaeosaurida) |
|  |                              |

|  | Therizinosauroideák |
|  |                     |
|  | Oviraptosauriák     |
|  |                     |

|  | \| \| Confuciusornis (madár) \| \| \| \| \| \| Microraptor (dromaeosaurida) \| \| \| \| |
|  |                                                                                         |
|  | Dromaeosauridák                                                                         |
|  |                                                                                         |
|  | Confuciusornis (madár)                                                                  |
|  |                                                                                         |
|  | Microraptor (dromaeosaurida)                                                            |
|  |                                                                                         |

|  | Confuciusornis (madár)       |
|  |                              |
|  | Microraptor (dromaeosaurida) |
|  |                              |

|  | \| \| Confuciusornis (madár) \| \| \| \| \| \| Microraptor (dromaeosaurida) \| \| \| \| |
|  |                                                                                         |
|  | Dromaeosauridák                                                                         |
|  |                                                                                         |
|  | Confuciusornis (madár)                                                                  |
|  |                                                                                         |
|  | Microraptor (dromaeosaurida)                                                            |
|  |                                                                                         |

|  | Confuciusornis (madár)       |
|  |                              |
|  | Microraptor (dromaeosaurida) |
|  |                              |

|  | \| \| Confuciusornis (madár) \| \| \| \| \| \| Microraptor (dromaeosaurida) \| \| \| \| |
|  |                                                                                         |
|  | Dromaeosauridák                                                                         |
|  |                                                                                         |
|  | Confuciusornis (madár)                                                                  |
|  |                                                                                         |
|  | Microraptor (dromaeosaurida)                                                            |
|  |                                                                                         |

|  | Confuciusornis (madár)       |
|  |                              |
|  | Microraptor (dromaeosaurida) |
|  |                              |

|  | \| \| Confuciusornis (madár) \| \| \| \| \| \| Microraptor (dromaeosaurida) \| \| \| \| |
|  |                                                                                         |
|  | Dromaeosauridák                                                                         |
|  |                                                                                         |
|  | Confuciusornis (madár)                                                                  |
|  |                                                                                         |
|  | Microraptor (dromaeosaurida)                                                            |
|  |                                                                                         |

|  | Confuciusornis (madár)       |
|  |                              |
|  | Microraptor (dromaeosaurida) |
|  |                              |

|  | Therizinosauroideák |
|  |                     |
|  | Oviraptosauriák     |
|  |                     |

|  | \| \| Confuciusornis (madár) \| \| \| \| \| \| Microraptor (dromaeosaurida) \| \| \| \| |
|  |                                                                                         |
|  | Dromaeosauridák                                                                         |
|  |                                                                                         |
|  | Confuciusornis (madár)                                                                  |
|  |                                                                                         |
|  | Microraptor (dromaeosaurida)                                                            |
|  |                                                                                         |

|  | Confuciusornis (madár)       |
|  |                              |
|  | Microraptor (dromaeosaurida) |
|  |                              |

|  | \| \| Confuciusornis (madár) \| \| \| \| \| \| Microraptor (dromaeosaurida) \| \| \| \| |
|  |                                                                                         |
|  | Dromaeosauridák                                                                         |
|  |                                                                                         |
|  | Confuciusornis (madár)                                                                  |
|  |                                                                                         |
|  | Microraptor (dromaeosaurida)                                                            |
|  |                                                                                         |

|  | Confuciusornis (madár)       |
|  |                              |
|  | Microraptor (dromaeosaurida) |
|  |                              |

|  | \| \| Confuciusornis (madár) \| \| \| \| \| \| Microraptor (dromaeosaurida) \| \| \| \| |
|  |                                                                                         |
|  | Dromaeosauridák                                                                         |
|  |                                                                                         |
|  | Confuciusornis (madár)                                                                  |
|  |                                                                                         |
|  | Microraptor (dromaeosaurida)                                                            |
|  |                                                                                         |

|  | Confuciusornis (madár)       |
|  |                              |
|  | Microraptor (dromaeosaurida) |
|  |                              |

|  | \| \| Confuciusornis (madár) \| \| \| \| \| \| Microraptor (dromaeosaurida) \| \| \| \| |
|  |                                                                                         |
|  | Dromaeosauridák                                                                         |
|  |                                                                                         |
|  | Confuciusornis (madár)                                                                  |
|  |                                                                                         |
|  | Microraptor (dromaeosaurida)                                                            |
|  |                                                                                         |

|  | Confuciusornis (madár)       |
|  |                              |
|  | Microraptor (dromaeosaurida) |
|  |                              |

|  | Therizinosauroideák |
|  |                     |
|  | Oviraptosauriák     |
|  |                     |

|  | \| \| Confuciusornis (madár) \| \| \| \| \| \| Microraptor (dromaeosaurida) \| \| \| \| |
|  |                                                                                         |
|  | Dromaeosauridák                                                                         |
|  |                                                                                         |
|  | Confuciusornis (madár)                                                                  |
|  |                                                                                         |
|  | Microraptor (dromaeosaurida)                                                            |
|  |                                                                                         |

|  | Confuciusornis (madár)       |
|  |                              |
|  | Microraptor (dromaeosaurida) |
|  |                              |

|  | \| \| Confuciusornis (madár) \| \| \| \| \| \| Microraptor (dromaeosaurida) \| \| \| \| |
|  |                                                                                         |
|  | Dromaeosauridák                                                                         |
|  |                                                                                         |
|  | Confuciusornis (madár)                                                                  |
|  |                                                                                         |
|  | Microraptor (dromaeosaurida)                                                            |
|  |                                                                                         |

|  | Confuciusornis (madár)       |
|  |                              |
|  | Microraptor (dromaeosaurida) |
|  |                              |

|  | \| \| Confuciusornis (madár) \| \| \| \| \| \| Microraptor (dromaeosaurida) \| \| \| \| |
|  |                                                                                         |
|  | Dromaeosauridák                                                                         |
|  |                                                                                         |
|  | Confuciusornis (madár)                                                                  |
|  |                                                                                         |
|  | Microraptor (dromaeosaurida)                                                            |
|  |                                                                                         |

|  | Confuciusornis (madár)       |
|  |                              |
|  | Microraptor (dromaeosaurida) |
|  |                              |

|  | \| \| Confuciusornis (madár) \| \| \| \| \| \| Microraptor (dromaeosaurida) \| \| \| \| |
|  |                                                                                         |
|  | Dromaeosauridák                                                                         |
|  |                                                                                         |
|  | Confuciusornis (madár)                                                                  |
|  |                                                                                         |
|  | Microraptor (dromaeosaurida)                                                            |
|  |                                                                                         |

|  | Confuciusornis (madár)       |
|  |                              |
|  | Microraptor (dromaeosaurida) |
|  |                              |

|  | Therizinosauroideák |
|  |                     |
|  | Oviraptosauriák     |
|  |                     |

|  | \| \| Confuciusornis (madár) \| \| \| \| \| \| Microraptor (dromaeosaurida) \| \| \| \| |
|  |                                                                                         |
|  | Dromaeosauridák                                                                         |
|  |                                                                                         |
|  | Confuciusornis (madár)                                                                  |
|  |                                                                                         |
|  | Microraptor (dromaeosaurida)                                                            |
|  |                                                                                         |

|  | Confuciusornis (madár)       |
|  |                              |
|  | Microraptor (dromaeosaurida) |
|  |                              |

|  | \| \| Confuciusornis (madár) \| \| \| \| \| \| Microraptor (dromaeosaurida) \| \| \| \| |
|  |                                                                                         |
|  | Dromaeosauridák                                                                         |
|  |                                                                                         |
|  | Confuciusornis (madár)                                                                  |
|  |                                                                                         |
|  | Microraptor (dromaeosaurida)                                                            |
|  |                                                                                         |

|  | Confuciusornis (madár)       |
|  |                              |
|  | Microraptor (dromaeosaurida) |
|  |                              |

|  | \| \| Confuciusornis (madár) \| \| \| \| \| \| Microraptor (dromaeosaurida) \| \| \| \| |
|  |                                                                                         |
|  | Dromaeosauridák                                                                         |
|  |                                                                                         |
|  | Confuciusornis (madár)                                                                  |
|  |                                                                                         |
|  | Microraptor (dromaeosaurida)                                                            |
|  |                                                                                         |

|  | Confuciusornis (madár)       |
|  |                              |
|  | Microraptor (dromaeosaurida) |
|  |                              |

|  | \| \| Confuciusornis (madár) \| \| \| \| \| \| Microraptor (dromaeosaurida) \| \| \| \| |
|  |                                                                                         |
|  | Dromaeosauridák                                                                         |
|  |                                                                                         |
|  | Confuciusornis (madár)                                                                  |
|  |                                                                                         |
|  | Microraptor (dromaeosaurida)                                                            |
|  |                                                                                         |

|  | Confuciusornis (madár)       |
|  |                              |
|  | Microraptor (dromaeosaurida) |
|  |                              |

|  | Therizinosauroideák |
|  |                     |
|  | Oviraptosauriák     |
|  |                     |

|  | \| \| Confuciusornis (madár) \| \| \| \| \| \| Microraptor (dromaeosaurida) \| \| \| \| |
|  |                                                                                         |
|  | Dromaeosauridák                                                                         |
|  |                                                                                         |
|  | Confuciusornis (madár)                                                                  |
|  |                                                                                         |
|  | Microraptor (dromaeosaurida)                                                            |
|  |                                                                                         |

|  | Confuciusornis (madár)       |
|  |                              |
|  | Microraptor (dromaeosaurida) |
|  |                              |

|  | \| \| Confuciusornis (madár) \| \| \| \| \| \| Microraptor (dromaeosaurida) \| \| \| \| |
|  |                                                                                         |
|  | Dromaeosauridák                                                                         |
|  |                                                                                         |
|  | Confuciusornis (madár)                                                                  |
|  |                                                                                         |
|  | Microraptor (dromaeosaurida)                                                            |
|  |                                                                                         |

|  | Confuciusornis (madár)       |
|  |                              |
|  | Microraptor (dromaeosaurida) |
|  |                              |

|  | \| \| Confuciusornis (madár) \| \| \| \| \| \| Microraptor (dromaeosaurida) \| \| \| \| |
|  |                                                                                         |
|  | Dromaeosauridák                                                                         |
|  |                                                                                         |
|  | Confuciusornis (madár)                                                                  |
|  |                                                                                         |
|  | Microraptor (dromaeosaurida)                                                            |
|  |                                                                                         |

|  | Confuciusornis (madár)       |
|  |                              |
|  | Microraptor (dromaeosaurida) |
|  |                              |

|  | \| \| Confuciusornis (madár) \| \| \| \| \| \| Microraptor (dromaeosaurida) \| \| \| \| |
|  |                                                                                         |
|  | Dromaeosauridák                                                                         |
|  |                                                                                         |
|  | Confuciusornis (madár)                                                                  |
|  |                                                                                         |
|  | Microraptor (dromaeosaurida)                                                            |
|  |                                                                                         |

|  | Confuciusornis (madár)       |
|  |                              |
|  | Microraptor (dromaeosaurida) |
|  |                              |

|  | Therizinosauroideák |
|  |                     |
|  | Oviraptosauriák     |
|  |                     |

|  | \| \| Confuciusornis (madár) \| \| \| \| \| \| Microraptor (dromaeosaurida) \| \| \| \| |
|  |                                                                                         |
|  | Dromaeosauridák                                                                         |
|  |                                                                                         |
|  | Confuciusornis (madár)                                                                  |
|  |                                                                                         |
|  | Microraptor (dromaeosaurida)                                                            |
|  |                                                                                         |

|  | Confuciusornis (madár)       |
|  |                              |
|  | Microraptor (dromaeosaurida) |
|  |                              |

|  | \| \| Confuciusornis (madár) \| \| \| \| \| \| Microraptor (dromaeosaurida) \| \| \| \| |
|  |                                                                                         |
|  | Dromaeosauridák                                                                         |
|  |                                                                                         |
|  | Confuciusornis (madár)                                                                  |
|  |                                                                                         |
|  | Microraptor (dromaeosaurida)                                                            |
|  |                                                                                         |

|  | Confuciusornis (madár)       |
|  |                              |
|  | Microraptor (dromaeosaurida) |
|  |                              |

|  | \| \| Confuciusornis (madár) \| \| \| \| \| \| Microraptor (dromaeosaurida) \| \| \| \| |
|  |                                                                                         |
|  | Dromaeosauridák                                                                         |
|  |                                                                                         |
|  | Confuciusornis (madár)                                                                  |
|  |                                                                                         |
|  | Microraptor (dromaeosaurida)                                                            |
|  |                                                                                         |

|  | Confuciusornis (madár)       |
|  |                              |
|  | Microraptor (dromaeosaurida) |
|  |                              |

|  | \| \| Confuciusornis (madár) \| \| \| \| \| \| Microraptor (dromaeosaurida) \| \| \| \| |
|  |                                                                                         |
|  | Dromaeosauridák                                                                         |
|  |                                                                                         |
|  | Confuciusornis (madár)                                                                  |
|  |                                                                                         |
|  | Microraptor (dromaeosaurida)                                                            |
|  |                                                                                         |

|  | Confuciusornis (madár)       |
|  |                              |
|  | Microraptor (dromaeosaurida) |
|  |                              |

2005-ben Mayr és szerzőtársai, az újonnan leírt, tizedik Archaeopteryx fosszília adatait egy kladisztikai adatmátrixba betöltve kimutatták, hogy az Archaeopteryx a testvérkládjába tartozik egy olyan másik kládnak, melyet (nevezetesen a Deinonychosauria és a Troodontidae csoportokat) az Archaeopteryxével együtt tradicionálisan inkább röpképtelen theropodáknak tekintenek, semmint olyan fejlettebb madaraknak, mint amilyennek az elemzés alapján a Confuciusornis tűnik. Paul elmélete szerint, ebben az esetben a Deinonychosauria és a Troodontidae az Aves kládban, a madarak fejlődési vonalán helyezkednek el, és másodlagosan váltak röpképtelenné. Ez azonban csak a taxonómiai és filogenetikai definíció szemszögéből igaz.
A Confuciusornisról jelenleg úgy gondolják, hogy közelebb áll a modern madarakhoz, mint az Archaeopteryx; azonban valószínűtlen, hogy az Archaeopteryxnél jóval később alakult volna ki a modern madarak őseiből[forrás?], a koponyája pedig mindkét csoporttól nagyban eltér. A repüléshez szükséges testrészei jóval fejlettebbek, mint az Archaeopteryxé, de valamelyest „átmeneti” állapotúnak tűnnek (bár Mayr és szerzőtársai cikke talán arra utal, hogy filogenetikai helyzetét illetően nem tekintendő átmenetinek; úgy tűnik a Microraptor testvérkládjának tartják). Az egyetlen dolog ami egyértelmű Mayr és társai vizsgálatából az az, hogy ha e két kezdetleges madarat összehasonlítják – habár egyikük sem áll túl közel a modern madarak őseihez – a Confuciusornis közelebb áll a theropodák egy tradicionálisan röpképtelennek tekintett csoportjához, mint az Archaeopteryxhez.

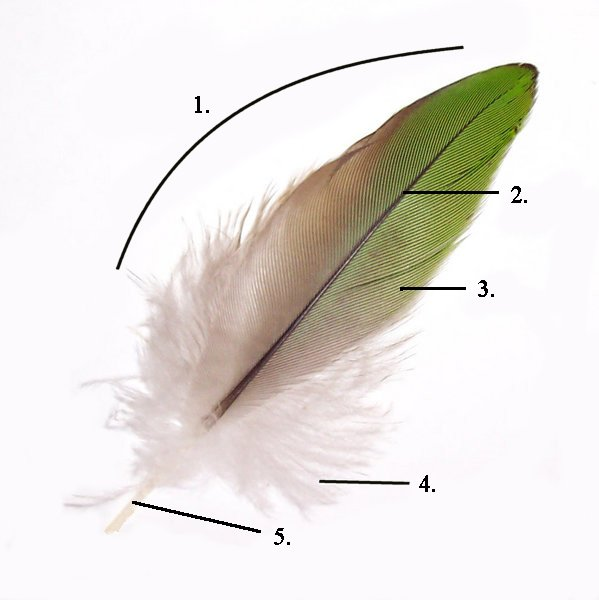
A toll részei: 1. Zászló, 2. Szár, 3. Tollágak, 4. Pehelysugarak, 5. Cséve (calamus)

A cikk élénk vitát váltott ki[forrás?] melyben a szerzők kinyilvánították, hogy az adataik még bizonytalanok, mint ahogy az is, hogy melyik madár repült, illetve hogy melyik fő theropoda változat jelent meg először. Sem a Confuciusornisnál modernebb madarak, sem a többi érdekes theropoda adatai nem kerültek bele a vizsgálatba, melynek így az a fő célja, hogy megerősítse annak lehetőségét, hogy a madárszerű repülés nem csak a modern madarak őseinél volt jelen. Nem került megválaszolásra az a kérdés, hogy vajon a repülés több különböző alkalommal fejlődött-e ki, mint ahogy azt Barsbold felvetette, vagy csak egyszer, illetve hogy a legtöbb, esetleg valamennyi theropoda másodszorra is röpképtelenné vált-e; bár az adatmátrix statisztikai kiértékelése kísérletképpen az utóbbit valószínűsíti, mindez túl bizonytalan ahhoz, hogy ebből a szempontból következtetést lehessen levonni.
2007-ben tollszár csomókat találtak egy Velociraptor singcsontján, és a kutatók arra következtettek, hogy e theropodának modernnek tűnő tollai voltak, melyek egy szárból (rachisból) és egy (tollágak alkotta) zászlóból álltak. Úgy vélték, hogy ez talán annak a jele, hogy a Velociraptornak röpképes ősei voltak – de rámutattak, hogy a tollaknak a repüléstől eltérő funkciója is lehetett, például a párválasztás során történő pózolás vagy a hő megtartása.

### Az ujjak homológiája
Az embriológusok és az őslénykutatók között vita folyik arról, hogy az ujjak sorszámát tekintve miért van alapvető eltérés a theropoda dinoszauruszok és a madarak „keze” között. Ez egy fontos és heves vitákat kiváltó kutatási terület, mivel az eredményei érinthetik azt a megállapodást, ami szerint a madarak a dinoszauruszoktól származnak.
Az embriológusok (és néhány őslénykutató, aki elveti a madár-dinoszaurusz kapcsolatot) az ujjakat, azok tojásban történő kifejlődése alapján a II-es, III-as és IV-es számmal jelölik. Ez azon a tényen alapul, hogy a legtöbb magzatburkos állat öt ujjas kezének elsőként kialakuló ujja a IV-es számú, amely egy elsődleges tengellyé fejlődik. Ennek következtében az embriológusok az elsődleges tengelyt IV-es ujjként azonosítják, a megmaradó ujjakat pedig II-es, III-as és IV-es számmal jelölik. A fejlett theropoda fosszíliáknál talált kezek ujjai az I-es, a II-es és a III-as számúak. Amennyiben ez igaz, akkor a madarak ujjainak kifejlődése összeegyeztethetetlen a (theropoda) dinoszauruszoktól való származásukkal. Azonban nem lehet ontogenikus (fejlődési) alapon egyértelműen meghatározni, hogy egy theropoda kezén melyik ujj hányas számú (mivel napjainkban nem figyelhető meg a fejlődési folyamatuk, ahogy a madaraké), így a számozásuk egyáltalán nem döntő tényező.
Az őslénykutatók hagyományosan I-es, II-es, és III-as számmal azonosítják a madarak ujjait. Állításuk szerint a madarak ezen ujjai maradnak meg, ahogyan az a theropoda dinoszauruszok esetében is történt a falangeális formula szerint. Az archosaurusok falangeális számai: 2-3-4-5-3; számos archosaurus fejlődési vonalon csökkent az ujjak száma, de a megmaradó ujjak azonos falangeális formulát követnek. Tehát az őslénykutatók azt állítják, hogy az archosaurusok más fejlődési vonalain az ujjak számának csökkenése ugyanazon ujj elvesztését jelentette, mivel az ujjak kívülről befelé vesztek el. A dromeaosauridák és az Archaeopteryx három ujjának ugyanaz az I-II-II-as falangeális formulája, mint a bazális archosaurusoké. Ebből következően az V-ös és IV-es ujjak vesztek el. Ha ez igaz, akkor a modern madaraknál szintén az I-es, II-es és III-as ujjak maradtak meg. Emellett egy kutatócsoport szerint egy frameshift mutáció következett be a theropodák madarakhoz vezető fejlődési vonalán (emiatt lett az I-es ujjból II-es, a II-esből III-as és így tovább). Azonban az ilyen jellegű frameshiftek meglehetősen ritkák a magzatburkosoknál (a jelenség pontos feltétele jelenleg egyetlen állatnál sem ismert), és ebben az esetben a theropoda-madár fejlődési vonalon kizárólag a mellső lábakat kellett érintenie.

## Alternatív elmélet a madarak eredetéről és evolúciójáról
A madarak eredetére és evolúciójára vonatkozóan két egymással ütköző felfogás létezik. A SAPE (Society of Avian Paleontology and Evolution) társaság 2000-es pekingi konferenciáján került sor a kenyértörésre a két fél közt. A BAND (Birds are not Dinosaurs) tábor tagjai a dinoszauruszokkal közös ősből (Archosauria) származtatják a madarakat és ezzel magyarázzák a közös jellegeket is. Ennek értelmében a Triász végén ( kb. 200-220 millió éve) biped, esetleg már tollszerű képletekkel borított testű s ezáltal már a melegvérűség felé elindult kistermetű őshüllők lehettek a madarak ősei. Ilyen lehetett a Shankar Chatterjee által bemutatott és leírt (1995) Protoavis texensis is a texasi triászból,  de egy vagy több hasonló csoportból alakulhattak ki a dinoszauruszok is.  A másik tábor kizárólag a dinoszauruszokból való  leszármazást támogatja. Ez ma a mainstream felfogás és ezt tükrözi az angol Wikipédiából átvett szócikk szövege is.  Mivel az ellenkező elmélet szinte teljesen ismeretlen az érdeklődők előtt, szükségesnek láttuk ezt is megjelentetni, mivel a dinoszauruszokból való leszármazás elmélete a közös származás révén örökölt jellegeket kizárólag a dinoszauruszokból való eredet igazolásának tekinti. Fentebb megtartottuk az összehasonlíthatóság érdekében az eredeti, angolból fordított szöveg fejezeteit.

### Tollak
Tollszerű szaruképletek már a triászban megjelennek (pl. a Longisquama insignis Archosauria fajnál), elsődleges funkciójuk feltehetően a hőszabályozás, másodlagosan pedig az ivari dimorfizmusban lehetett. A repülést az evezőtollak megjelenése tette lehetővé, de csak a többi feltétel jelenlétében. A gyíkfarkúak (Sauriurae) esetében a siklórepülésben volt szerepük, míg az Ornithuráknál már az aktív repülésben. Az evezőtollak aszimmetrikus vitorlája nem az aktív repülőképesség bizonyítéka, hanem csak a súlycsökkentésé (ld. a háztetők cserepeinek, zsindelyeinek, paláinak az elhelyezését, ahol a felsőbb sorban levők csak kis mértékben fedik az alsó sorban levőket).

### Csontváz
A dinoszauruszok és a madarak közös jellegei az Archosauria ősöktől öröklődtek, a lényeg az eltérőkön van. Ilyenek: elsősorban a mellkas szerkezet (a bordák a madaraknál két csontos, egymással mozgathatóan ízesülő részből állnak s a bezárt szög módosulása biztosítja a mellkas tágulását, illetve összeszűkülését. A dinoszauruszoknál a bordák egy csontos és egy porcos részből állnak s az utóbbiak összenőve képezik a szintén porcos – s ezért ritkán fennmaradó- mellcsontot, így emlősökhöz hasonlóan a légző mozgást a mellcsont előre és hátra húzódása biztosítja), további közös jellegek a gerincoszlop, a medence, a vállöv, a szárnyakon a kéz, a lábakon a tibiotarsus (lábszár) és a csüd többé/kevésbé való hasonlósága. Ezek minden valódi madárnál hasonlóak, míg a tollas dinoszauruszoknál viszont igen változatos képet mutatnak.

### Tüdők
A fejlettebb hüllők és madarak tüdője eltér az emlősökétől, ugyanis mivel hozzá van nőve a mellkas falához, nem tágulékony. Ennek következtében légzéskor a levegő csak áthalad a tüdőkön (s megtörténik a gázcsere, de nem az alveolusokban, mivel azok hiányoznak, hanem a parabronchiális egységek alkotják a tüdő gázcserét elvégző részét, ahonnan a levegő a légzsákokba kerül. A pingvineknél és a mai futómadaraknál a tüdő és a légzsákok közt nincsenek úgynevezett visszatérítő hörgők (saccobronchusok) amelyek lehetővé teszik a levegő többszöri áthatolását a légkapillárisokon (ez a paleopulmo típus), míg a jól repülőknél jelen vannak (neopolmo típus).
Az, hogy a dinoszauruszoknak légzsákjaik vannak az hüllő jelleg s közös eredetű a madarakéval, de nem az egymásból származás bizonyítéka, ahogy az sem, hogy egyes csontok (felkarcsont, csigolyák) pneumatikusak s beléjük hatolnak a légzsákok nyúlványai, mivel ez a testsúly csökkentését biztosító jelleg.

### Szív és alvó helyzet
A hüllők szíve alapból négyüregű, még ha a kamrák közti válaszfal nem is teljes. Ez utóbbi csak a madaraknál, illetve az emlősöknél jelenik meg s egyúttal a melegvérűség következménye/mutatója.

### Szaporodásbiológia
Mivel a dinoszauruszok is tojásokkal szaporodtak s azok héja gyakran meszes volt, nyilvánvaló, hogy a tojásrakás előtt a tojóknak mésztartalékokat kellett felhalmozniuk az üreges csontjaikban (meduláris szövetként). A mai hüllőknek nincs erre szükségük, mivel a tojáshéj náluk pergamenszerű s nem meszes.

### Költés és utódgondozás
A kotláshoz az állatnak melegvérűnek kell lennie, mivel a kotló madár a csupasz költőfoltjai melegével költi ki a tojásokat. Ez a dinoszauruszok esetében csupán feltételezett tulajdonság, de nem bizonyított. A fészekben ülő kistermetű dinoszauruszok csupán a tojások védelmében is tehették ezt. A dinoszauruszok tojásmérete korlátozott volt, ugyanis azt mindig megszabta a tojáshéj vastagsága, ami meg a gázáteresztő képesség függvénye. Ezért a több tízméteres és sok tonnás dinoszauruszok is legfeljebb levesestálnyi/vedernyi méretű tojásokat tojhattak, amelyekből felnőtt libányi fiókák kelhettek ki. Ezeket a tojásokat – a többi hüllőhöz hasonlóan – a Nap vagy a közeg melege költötte ki. Az utódgondozás a kistermetű fajoknál feltételezhető, viszont  a nagytermetűeknél kizárható (már csak a hatalmas méretkülönbség miatt is) s a kréta vége fele ez lehetett az egyik fő oka a dinoszauruszok fokozatos kipusztulásának, ugyanis a Kréta/Tercier határt már csak igen kevés faj élte meg. A mezozoikum vége fele a lerakott tojásokra és a kikelt fiókákra már nem csak a hüllők (köztük tojásevő/húsevő dinoszaurusz fajok) jelentettek veszélyt, hanem a közben megjelenő kígyók, emlősök és valódi madarak is.

### Zúzókövek
Zúzóköveket más hüllőknél (pl. krokodiloknál) is találtak.

### Molekuláris bizonyíték és lágy szövet
Mivel DNS nem szekvenálható több millió éves leletekből, az esetlegesen fennmaradt s igen töredezett fehérje maradványokból próbálnak következtetni a dinoszauruszok genomjára. De ezek a maradványok csak a hüllőkre jellemző jellegeket mutatják s ami közös lehet a dinoszauruszokban és madarakban az attól az, mivel mindkét típus Archosauria leszármazott.

### A madarak repülésének eredete
A repülésnek két típusa van az állatvilágban:
- az izomerővel történő aktív (csapkodó) és az elrugaszkodás energiáját felhasználó vagy a levegő áramlatokat megnyergelő passzív (sikló, vitorlázó) repülés.
Az aktív repülés az egész test megfelelő kialakulását kívánja meg (testforma, testsúly, megfelelő szárnyak, erős repülőizmok, stb). Ezek megváltozása megnehezíti vagy megakadályozza levegőben maradást (lásd a túlsúlyos háziszárnyasok, vagy a túl sokat evő keselyük esetét, az evezőtollak sérülését, a ludak vedlését, stb).
A passzív repülés esetében ezek nem okvetlenül elengedhetetlenek, sőt az esetek többségében nem is léteznek. A repülő gyík (Draco volans), a repülő mókusok (Petauristinae), a repülő makik (Dermoptera) bőr vitorlája (patagiuma) összecsukható s csak vitorlázáskor nyitják ki.  
Jellemzően, míg aktív repülésből át lehet menni passzívba (ld. a madarak vitorlázó repülését), fordítva ez nem lehetséges a szükséges anatómiai és élettani feltételek hiányában.
A tollas dinoszauruszok képesek voltak/lehettek sikló repülésre, de a megfelelő repülőizmok hiányában az aktívra nem. Ezek hiányát az eredési és tapadási felületek mérete mutatja a mellcsont, vállöv csontjai és a felkarcsont esetében. A szárnylecsapó izmaik fejletlenek voltak, csak a szárnyfeszítő izmok voltak fejlettek, amelyek vitorlázás/siklás közben kifeszítették a szárnyakat.

### Az ujjak homológiája
A csirke embrió ujjképződését követni lehet s ez azt mutatja, hogy az eredeti 5 mellső végtagi ujj közül az első és utolsó nem fejlődik ki, így a valódi madaraknál a II-IV. ujjak léteznek. A hüllők esetében ez a képlet I-III.
Mivel ismertek tojásban levő dinoszaurusz embriók, az ujjak problémája is tisztázható általuk.

## Fordítás
Ez a szócikk részben vagy egészben  az   Origin of birds című angol Wikipédia-szócikk ezen változatának fordításán alapul.  Az eredeti cikk szerkesztőit annak laptörténete sorolja fel. Ez a jelzés csupán a megfogalmazás eredetét és a szerzői jogokat jelzi, nem szolgál a cikkben szereplő információk forrásmegjelöléseként.